# Stendhal
Pour l’article ayant un titre homophone, voir Stendal.
Henri Beyle, plus connu sous le nom de plume de Stendhal (prononcé [stɛ̃.dal] ou parfois [stɑ̃.dal]), né le 23 janvier 1783 à Grenoble et mort d'apoplexie le 23 mars 1842 dans le 2e arrondissement de Paris, est un écrivain et chroniqueur français, connu en particulier pour ses romans Le Rouge et le Noir et La Chartreuse de Parme.
Stendhal aurait voulu consacrer sa vie à la rêverie, à la « chasse au bonheur », aux arts et à l'amour ; en vérité, il a eu une vie mouvementée. Après la mort d'une mère trop aimée, il souffre d'une enfance étouffante à Grenoble auprès d'un père qu'il méprise et d'un grand-père qu'il adore. Il trouve refuge dans la littérature avant de partir de Grenoble, en 1799, pour aller étudier à Paris. En réalité, il s'est découvert une vocation, et abandonne ses études : il veut être comic bard, il rêve d'écrire des comédies. Ses cousins Daru le forcent à entrer au ministère de la Guerre. C'est ainsi qu'il est envoyé à Milan en mai 1800. Il découvre, émerveillé, en même temps la guerre, l'Italie, l'opéra, l'amour et le bonheur. Il ne cessera de retourner en Italie entre ses missions administratives. De tempérament timide et romanesque, souffrant de l'hypocrisie de la société de son temps, il invente pour lui-même une « méthode pratique du bonheur », le « beylisme ».
Perdant son emploi au moment de la chute de l'Empire, il se consacre à ses passions : l'Italie, la musique, la peinture. Il écrit un ouvrage dont on résume le titre en Vie de Haydn, Mozart et Métastase, puis il écrit Histoire de la peinture en Italie, dont il perd le premier manuscrit dans la Retraite de Russie, et Rome, Naples et Florence, journal de sensations plutôt que guide touristique. En 1819, son chagrin d'amour pour Matilde Dembowski lui fait écrire un traité, De l'amour, tentative d’analyse du sentiment amoureux, paru en 1822, dont à peine quarante exemplaires seront vendus. C'est à partir de 1827, à l'âge de quarante-quatre ans, qu'il se lance dans le roman, avec Armance, mal compris de ses contemporains ; puis c'est Le Rouge et le Noir, paru juste après la révolution de Juillet 1830, qui lui confère une certaine notoriété, dont il ne profite pas, ayant été nommé consul à Civitavecchia par le gouvernement de Juillet. Malgré l'ennui dans lequel le plongent ses nouvelles fonctions, Stendhal ne cesse d'écrire : il commence des autobiographies (Souvenirs d'égotisme, Vie de Henry Brulard) et des romans (Lucien Leuwen, Lamiel), qu'il n'achève pas. Lors de l'un de ses congés à Paris, il écrit La Chartreuse de Parme, qui suscite l'admiration d'Honoré de Balzac. Il meurt à Paris le 23 mars 1842, à la suite d'une crise d'apoplexie survenue en pleine rue quelques heures auparavant.
Ses romans de formation Le Rouge et le Noir (1830), La Chartreuse de Parme (1839) et Lucien Leuwen (inachevé) ont fait de lui, aux côtés de Balzac, Hugo, Flaubert ou Zola, un des grands représentants du roman français au XIXe siècle. Dans ses romans, caractérisés par un style économe et resserré, Stendhal cherche « la vérité, l'âpre vérité » dans le domaine psychologique, et campe essentiellement des jeunes gens aux aspirations romantiques de vitalité, de force du sentiment et de rêve de gloire.

## Biographie

### Jeunesse, 1783-1799
« Tout mon malheur peut se résumer en deux mots : jamais on ne m'a permis de parler à un enfant de mon âge. Et mes parents (…) m'honoraient d'une attention continue. Pour ces deux causes, à cette époque de la vie si gaie pour les autres enfants, j'étais méchant, sombre, déraisonnable… ». C’est ainsi que Stendhal résumera son enfance dans Vie de Henry Brulard.

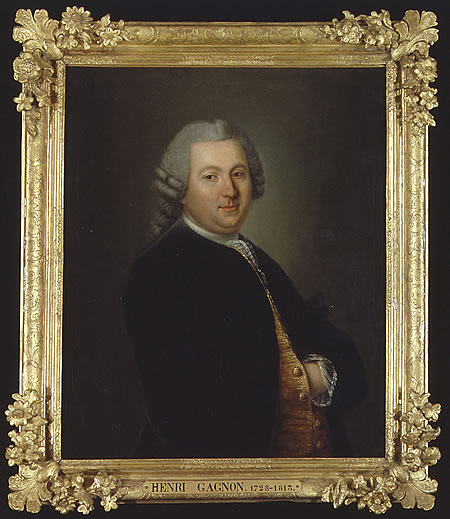
Le docteur Henri Gagnon, son grand-père.

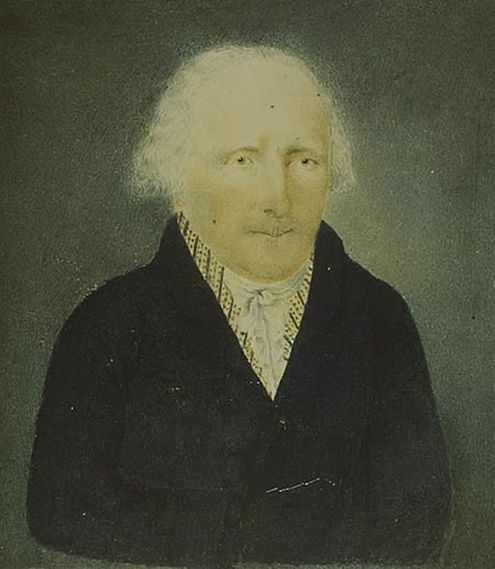
Chérubin Beyle, son père.

Henri Beyle (Marie-Henri Beyle à l'état civil) naît le 23 janvier 1783, 12 rue des Vieux-Jésuites, à Grenoble, fils de Chérubin Beyle (1747-1819), avocat consistorial, et d'Henriette Gagnon. Il avouera dans son autobiographie, Vie de Henry Brulard : « (À six ans) j'étais amoureux de ma mère. […] Je voulais couvrir ma mère de baisers et qu'il n'y eût pas de vêtements. Elle m'aimait à la passion et m'embrassait souvent, je lui rendais ses baisers avec un tel feu qu'elle était souvent obligée de s'en aller. J'abhorrais mon père quand il venait interrompre nos baisers ». Elle meurt en couches, le 23 novembre 1790, alors qu'il a sept ans. « Là commence ma vie morale », dira Henri. Fou de chagrin, il ne peut pleurer. Sa tante Séraphie lui reproche son insensibilité. On lui explique qu'il s'agit de la volonté divine. Il en deviendra athée.
Le jeune Henri a peu d’estime pour son père, avocat au parlement de Grenoble, homme taciturne, pieux, hypocrite, bourgeois qui ne pense qu’à ses affaires financières. Le précepteur qu'on lui donne, l'abbé Raillane, va détériorer leurs rapports : « Je haïssais l'abbé, je haïssais mon père, source des pouvoirs de l'abbé, je haïssais encore plus la religion au nom de laquelle ils me tyrannisaient ». Entre son père, sa tante Séraphie, « ce diable femelle » et l'abbé Raillane, « ennemi juré de la logique et de tout raisonnement droit », qui l'empêche d'aller se baigner avec les autres enfants par peur de la noyade, le jeune Henri passe une enfance malheureuse atténuée par la présence bienveillante de son grand-père maternel, Henri Gagnon, médecin célèbre de Grenoble, homme des Lumières, « extrêmement aimable et amusant », qui l'initie à la littérature : Molière, Fénelon, Voltaire, Horace, Ovide, Dante, Le Tasse, Cervantès, Saint-Simon… Sa maison place Grenette, avec sa terrasse ensoleillée (voir l’appartement du docteur Gagnon) devient l'antithèse de celle de son père, « étroite, sombre, humide » et, de manière générale, Henri voit dans les valeurs des deux branches de sa famille deux mondes que tout oppose : « Le côté Beyle, c'est le pouvoir, l'avarice, l'insensibilité, l'ombre, le froid, la tristesse, le pédantisme, la vanité, […] l'affection des parents et les « dangers de la liberté ». Contre eux (les Gagnons), la culture, la gaieté, la lumière, le plaisir, la beauté, la tendresse, la générosité et la fierté, la folie des chimères, rattachés à cette « Italie » dont l'enfant se persuade qu'elle est la patrie des Gagnons […] ».

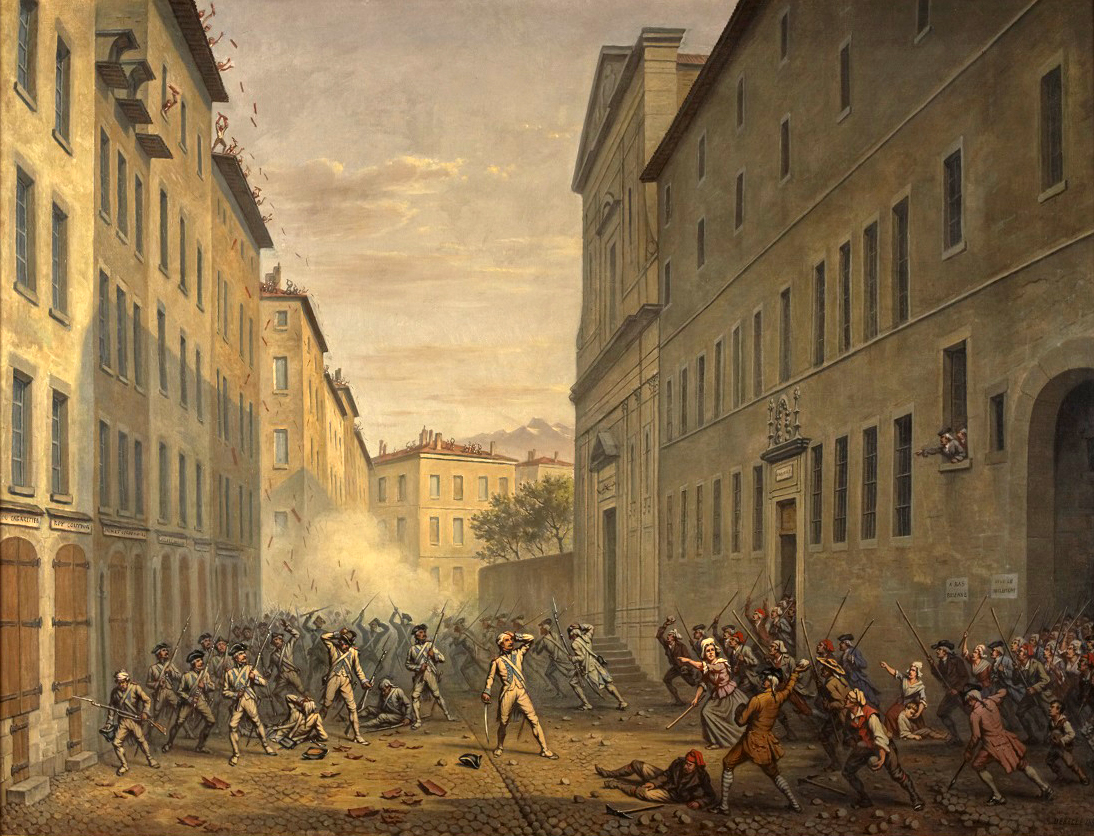
La Journée des Tuiles (1788) par Alexandre Debelle, (musée de la Révolution française).

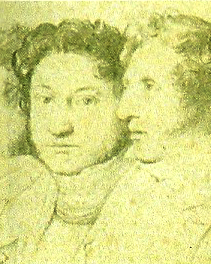
Le jeune Henri Beyle à l'école centrale de Grenoble, dessin par Louis-Joseph Jay.

Le 7 juin 1788, le jeune Henri assiste à la journée des Tuiles du balcon de son grand-père, journée qui annonce celles révolutionnaires de 1789. Par aversion pour la tyrannie familiale et la religion, Henri se sent « républicain enragé ». Sa famille est horrifiée de l'exécution de Louis XVI ; lui, exulte. À l'arrivée des représentants du peuple, son père, considéré comme suspect, est incarcéré durant presque un an. Au printemps 1794, un « bataillon de l'Espérance » est créé par les jacobins de Grenoble. Il veut les rejoindre, écrit une fausse lettre officielle, est découvert et grondé. En août 1794, il est délivré de l'abbé Raillane qui, ayant refusé de prêter serment, doit s'enfuir, puis en 1797, c'est sa tante Séraphie qui meurt. À l’âge de 14 ans, il se sent enfin libre.
Un an plus tôt, le 21 novembre 1796, à l’âge de 13 ans, il entrait à l'école centrale de Grenoble, type d’école créé par la Révolution pour remplacer les collèges religieux. Il s'y fait, enfin, des camarades de son âge et se passionne pour les mathématiques, science logique par excellence. À l'automne 1798, il fait un coup d'éclat avec ses camarades : ils tirent au pistolet sur l'arbre de la Fraternité. L’adolescence est l’âge des premiers émois où la découverte de l’amour se mêle à celui de la musique : au jardin de ville de Grenoble, il s'éprend d'une comédienne, Virginie Kubly, membre d'une troupe itinérante, qui joue dans des pièces de théâtre ou des opéras. Amoureux fou, il essaye divers instruments de musique et le chant, sans succès.
C'est grâce à un prix en mathématique qu'il peut fuir Grenoble en octobre 1799, à l’âge de 16 ans, pour tenter d’entrer à l'École polytechnique, créée cinq ans plus tôt à Paris.

### À Paris, 1799-1800

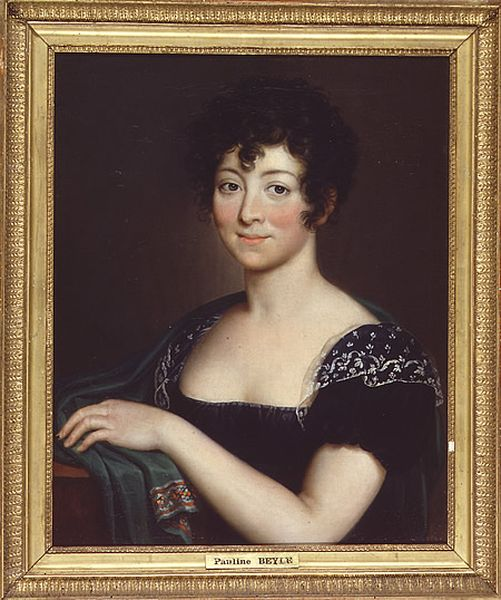
Pauline Beyle, sa sœur, son amie, sa confidente, son élève…

Henri arrive à Paris au lendemain du coup d'État du 18 Brumaire (9 novembre 1799). Il est au début un opposant à Bonaparte puis à l'Empire, qu'il raille dans son Journal, et auquel il ne se rallie que plus tard. C'est en réécrivant sa vie qu'il se prétend plutôt « enchanté que le jeune général Bonaparte se fît roi de France. » Il loge près de l’École polytechnique, alors installée rue de l’Université, puisqu’il doit y passer le concours d'entrée. Mais son véritable projet intime est « d’être un séducteur de femme » et d’écrire des comédies. Désirant avec ardeur un cœur ami, tout en étant extrêmement timide, n’osant parler aux femmes, il se réfugie dans la rêverie : « J'étais constamment profondément ému. Que dois-je donc aimer si Paris ne me plaît pas ? Je me répondais : “une charmante femme versera à dix pas de moi, je la relèverai et nous nous adorerons, elle connaîtra mon âme […]“ Mais cette réponse étant du plus grand sérieux, je me la faisais deux ou trois fois le jour, et surtout à la tombée de la nuit qui souvent pour moi est encore un moment d'émotion tendre… »
Très gauche, il se présente à son cousin Noël Daru, et à ses fils Pierre, secrétaire général au ministère de la Guerre, et Martial, qui « n’avait ni tête ni esprit, mais un bon cœur. »

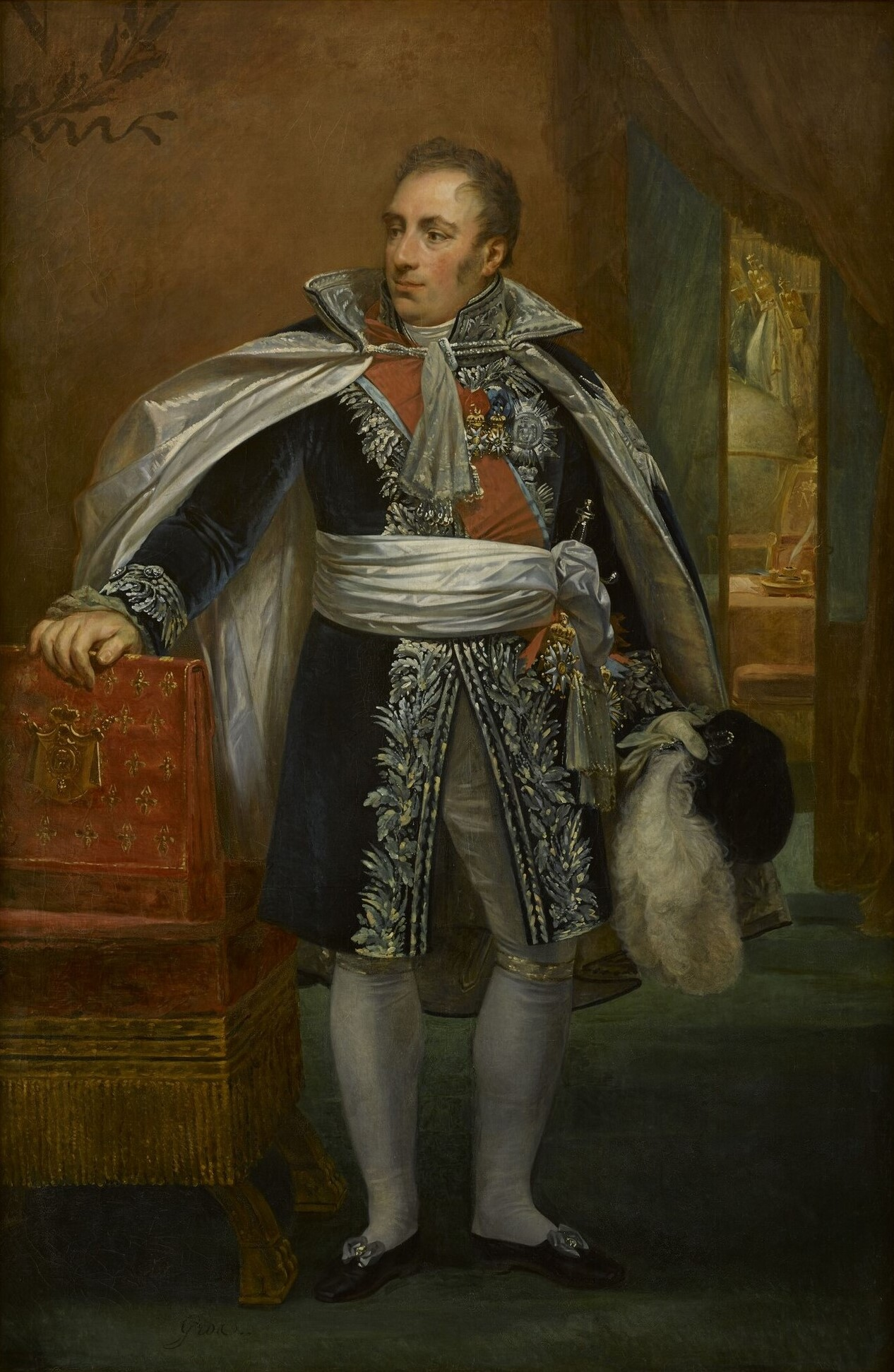
Pierre Daru, le cousin colérique et bienveillant à la fois.

Dans la solitude de sa petite chambre près des Invalides, il déchante. Il n’a nulle envie d’entrer à l’École polytechnique et Paris le dégoûte, à s’en rendre malade : « La boue de Paris, l’absence de montagnes, la vue de tant de gens occupés passant rapidement dans de belles voitures à côté de moi connu de personne et n’ayant rien à faire me donnaient un chagrin profond. » Sa maladie s'aggrave, il est alité, fiévreux, délirant, perd ses cheveux… son cousin Noël Daru lui envoie un bon médecin puis le fait venir auprès de lui, dans son hôtel particulier de la rue de Lille. Lorsque Henri a repris des forces, il essaye d'écrire des comédies, mais doute, hésite avec l'Opéra alors qu'il ne connaît pas les notes, n'arrive à rien… Les repas chez les Daru le mettent au supplice, par manque d'habitude des convenances, par timidité, il n'ouvre pas la bouche, et se déçoit lui-même : « Qu'on juge de l'étendue de mon malheur ! moi qui me croyais à la fois un Saint-Preux et un Valmont […], moi qui, me croyant une disposition infinie à aimer et être aimé, croyais que l'occasion seule me manquait, je me trouvais inférieur et gauche en tout dans une société que je jugeais triste et maussade, qu'aurait-ce été dans un salon aimable! ». Il multiplie les maladresses, les Daru se demandent s’il est imbécile ou fou. Durant toute cette période, il écrit abondamment à sa jeune sœur Pauline, sa confidente et son élève. Il essaye de former son esprit, lui conseille de lire, d’apprendre l’Histoire, l’arithmétique, l’orthographe, plutôt que de faire des travaux d’aiguille ou de fréquenter les religieuses. Il fréquente également quelques Grenoblois à Paris comme Mareste, Félix Faure, César Pascal, les frères Périer et leur père Claude Périer Milord qu'il décrit comme « l'avare le plus gai et de la meilleure compagnie ».
Il ne sait que répondre à Noël Daru qui le presse de faire quelque chose, au moins se préparer à passer le concours de Polytechnique de la saison suivante, pour finir par lui imposer, en février, d’aller travailler, sous les ordres de son fils Pierre, au Ministère de la Guerre qui est en train de préparer la Bataille de Marengo. Il se rêvait Don Juan ou auteur de comédie à succès, il se retrouve secrétaire. Les débuts se passent mal : son écriture est illisible, il fait des fautes (il écrit cella au lieu de cela), met trop de « en effet » dans ses lettres, est terrorisé par son cousin, qu’il surnomme le bœuf furibond : « Tout le monde à la Guerre frémissait en abordant le bureau de M. Daru ; pour moi, j'avais peur rien qu'en regardant la porte. ».
Ses souffrances prennent fin le 7 mai 1800. Il doit rejoindre la grande Armée avec Pierre et Martial Daru en Italie.

### L’éblouissement milanais, 1800-1802
« J’étais absolument ivre, fou de bonheur et de joie. Ici commence une époque d’enthousiasme et de bonheur parfait. » : c’est le sentiment général de la traversée de la Suisse et de l’arrivée en Italie dont se souvient Henri lorsqu'il racontera cet épisode en 1836. « Gai et actif comme un jeune poulain », il est heureusement accompagné dans son périple par le capitaine Burelviller qui lui donne des cours d’équitation et le protège des dangers du voyage. Il porte un sabre dont il ne sait pas se servir, monte pour la première fois à cheval, manquant de peu de finir dans un lac, traverse le Grand-Saint-Bernard en longeant des précipices, essuie des tirs au fort de Bard… Malgré cela, tout l’émerveille. Lui qui a été si protégé durant son enfance, est fasciné par la nouveauté du danger et de la situation, par la beauté des paysages : « Je ne demandais qu’à voir de grandes choses. »

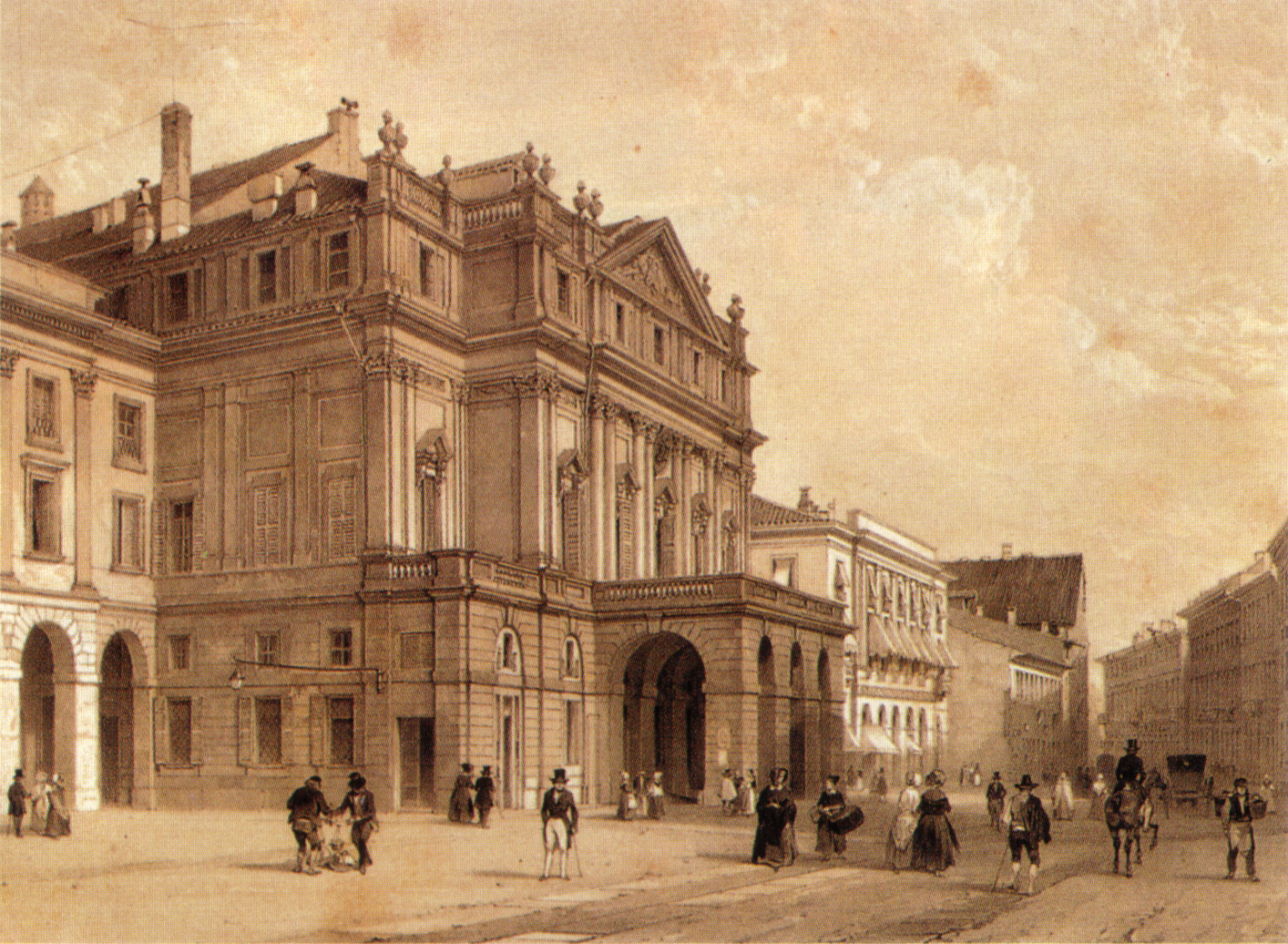
La Scala au milieu du XIXe siècle.

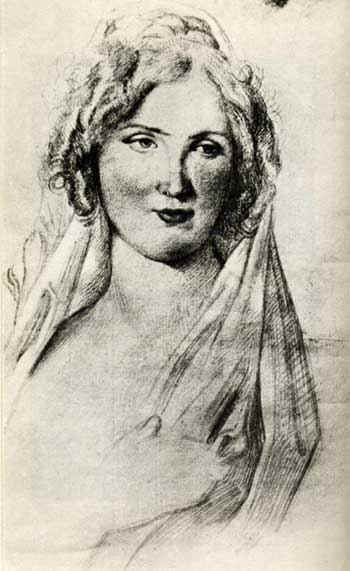
Angela Pietragrua, la « catin sublime ».

Arrivé à Ivrée, il se rend au spectacle où Il matrimonio segreto de Cimarosa l’éblouit d’un « bonheur divin ». À partir de ce moment, « Vivre en Italie et entendre de cette musique devint la base de tous [ses] raisonnements. »
Il arrive à Milan vers le 10 juin. Immédiatement cette ville devient pour lui « le plus beau lieu de la terre. » À peine arrivé, il croise Martial Daru qui le croyait perdu. Il le conduit à son logement, Casa d’Adda, dont l’architecture, la cour, le salon, les côtelettes panées qu’on lui sert… tout l’enchante. Ne pouvant « peindre le bonheur fou », Stendhal arrêtera là sa Vie de Henry Brulard. C’est par son Journal, commencé en avril 1801, que l’on connaît son éblouissement pour la ville : la beauté des monuments, des femmes, les cafés, l’opéra surtout, La Scala, au décor fastueux, salon de la ville, où se retrouve toute la bonne société milanaise, chaleureuse, accueillante, tellement éloignée de la froideur et de la vanité parisienne. Le commissaire des guerres pour lequel il travaille, Louis Joinville, lui présente sa maîtresse, Angela Pietragrua, femme magnifique dont il tombe éperdument, et silencieusement, amoureux.
La bataille de Marengo est livrée le 14 juin 1800. À la suite de la victoire, Henri doit accompagner Pierre Daru à la citadelle d’Arona, sur le lac Majeur. Il en profite pour visiter les îles Borromées. À son retour à Milan, il fréquente à nouveau les bals et les soirées. Tous ses amis ont trouvé des maîtresses italiennes, mais lui, par timidité, par excès de romantisme, et ceci d'une manière plus courante alors, va connaître les femmes par les prostituées.
Le 23 septembre 1800, il est nommé sous-lieutenant au 6e régiment de dragons. En décembre, il est envoyé en garnison près de Brescia. Il s’y ennuie. Il revient à Milan dès qu'il le peut. Au printemps 1801, il tombe malade, probablement la syphilis contractée auprès des prostituées. Il restera fiévreux, avec des périodes de rémission. En décembre 1801, on lui accorde un congé de convalescence. Il revient à Paris début 1802.

### Paris et Marseille, 1802-1806

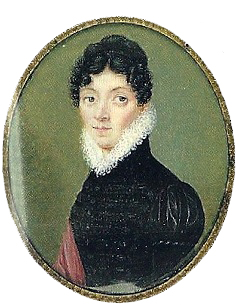
Victorine Mounier, qu’il aime « comme le bonheur » sans réellement la connaître.

Après un passage par Grenoble où il est resté trois mois, il retrouve Paris sous un meilleur jour, puisqu’il continue de recevoir sa solde de sous-lieutenant. Il sort, fréquente les théâtres, les salons, commence à écrire des comédies, étudie le comique, suit des cours de danse, d'anglais, de grec ; il lit beaucoup : Hobbes, Destutt de Tracy, Vauvenargues, Hume, Goldoni, Alfieri... Le 20 juillet 1802, il démissionne de son poste dans l'armée. Son père lui envoie 200 francs par mois, pas assez pour Henri qui dépense pour ses cours, ses livres, son habillement… car, ne se trouvant pas beau, il tient à son élégance. Son manque d’argent le fait souffrir ; il lui attribue sa timidité, son manque d’assurance dans les salons et auprès des femmes : « Un an de luxe et de plaisirs de vanité, et j'ai satisfait aux besoins que l'influence de mon siècle m'a donnés, je reviens aux plaisirs qui en sont vraiment pour mon âme, et dont je ne me dégoûterai jamais. Mais dans ce temps de folie, je me serai défait de ma timidité, chose absolument nécessaire pour que je paraisse moi-même ; jusque-là on verra un être gourmé et factice, qui est presque entièrement l'opposé de celui qu'il cache… » Dans ses lettres, il partage ce qu'il apprend avec sa sœur Pauline, lui fait part de ses pensées. Il flirte avec sa cousine Adèle Rebuffel… pour finir par coucher avec la mère de celle-ci, Madeleine. Le 2 décembre 1804, le Premier Consul se fait couronner Empereur par le Pape. Réaction méprisante d'Henri qui voit passer le cortège : « cette alliance si évidente de tous les charlatans. La religion venant sacrer la tyrannie, et tout cela au nom du bonheur des hommes. » Il tombe très amoureux de la sœur de son ami Édouard Mounier, Victorine Mounier, rencontrée à Grenoble.

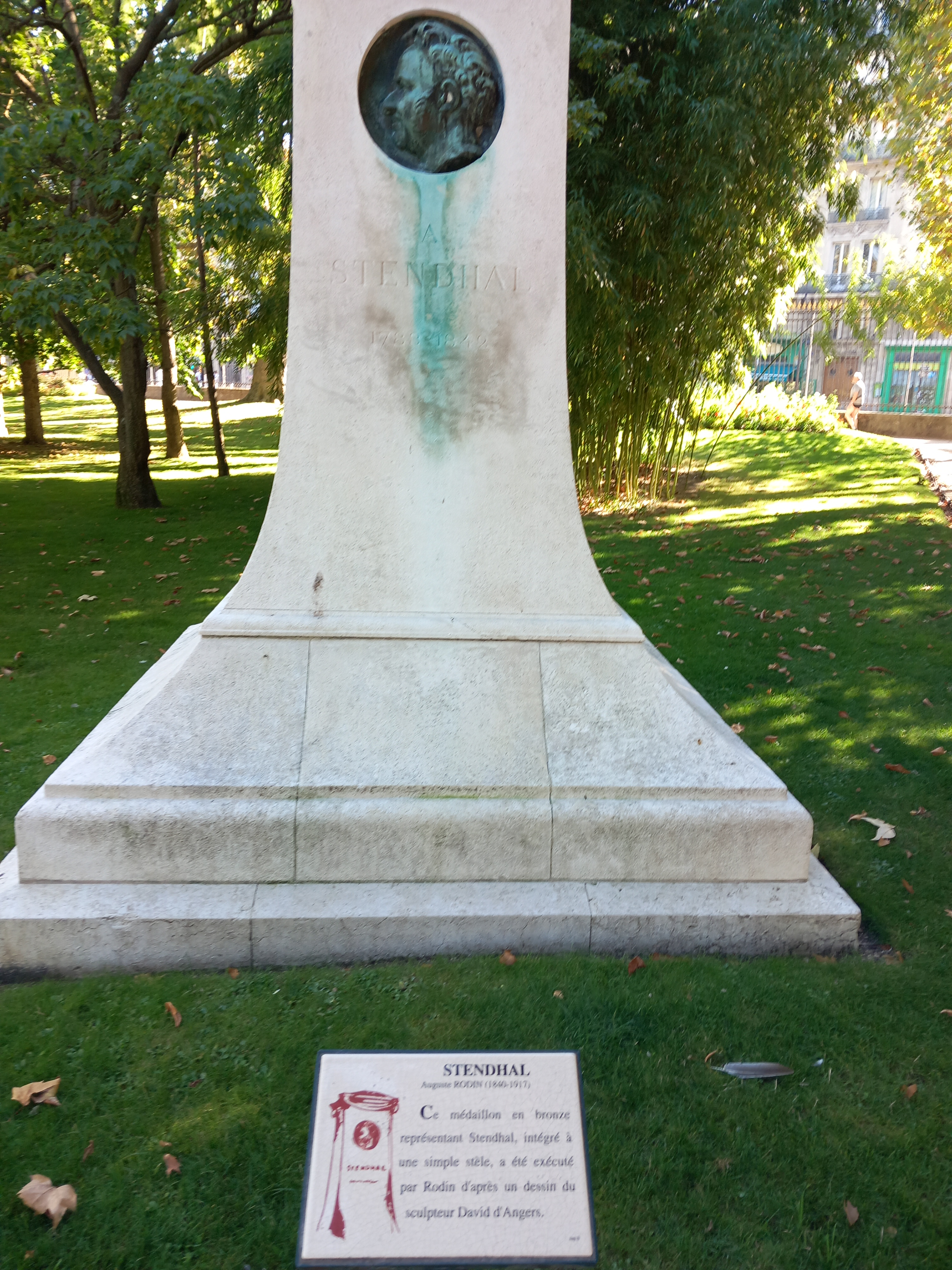
Jardin du Luxembourg: médaillon en bronze représentant Stendhal, intégré à une simple stèle, exécuté par Rodin d'après un dessin du sculpteur David d'Angers

 La connaissant peu, il lui imagine mille qualités et rêve de mariage : « Si j'allais dans les mêmes sociétés qu'elle, je suis sûr qu'elle m'aimerait, parce qu'elle verrait que je l'adore et que j'ai une âme, belle comme celle que je lui suppose, que son éducation […] doit lui avoir donné, et qu'elle a sans doute ; et il me semble qu'une fois que nous nous serions sentis, et combien le reste du genre humain est peu propre à mériter notre amour et à faire notre bonheur, nous nous aimerions pour toujours. » Il écrit d’abord à son frère, dans l’espoir qu'il fera lire les lettres à sa sœur puis à Victorine elle-même, sans recevoir de réponse.
Il prend des cours de déclamation chez Dugazon, afin de bien lire les vers. Il y rencontre Mélanie Guilbert, dite Louason, jeune comédienne, qui lui fait oublier Victorine. Il en tombe progressivement très amoureux. Très intimidé, « [il] n’a pas l’esprit d’avoir de l’esprit » en sa présence. Ils se voient tous les jours et s’embrassent beaucoup, mais Mélanie ne veut pas d’un amant de peur de se retrouver enceinte. Henri « commence à [s]’accoutumer au bonheur. » Ils sont amants le 29 juillet 1805, lorsqu'il la rejoint à Marseille où elle a obtenu un rôle au Grand Théâtre. À Marseille, il tente de se faire banquier, avec son ami Fortuné Mante, mais, son père ayant refusé de lui prêter les fonds nécessaires, c’est un échec. Sa vie de couple avec Mélanie finit par le lasser, il la trouve bête, tyrannique et geignarde, mais c’est elle qui part en mars 1806. Ennuyé par la ville, désœuvré, ruiné, il rentre à Paris le 10 juillet, renoue ses relations avec la famille Daru, leur demande un poste, qu'il obtient. Vers le 3 août, il est reçu franc-maçon. Le 16 octobre 1806, il suit Martial Daru en Allemagne.

### L’Allemagne et l’Autriche, 1806-1810

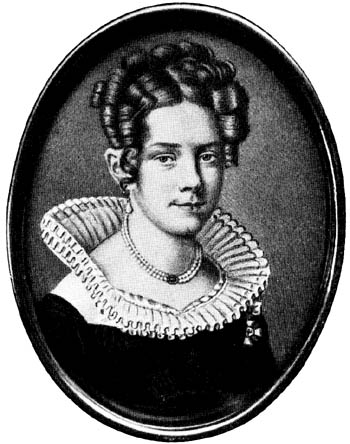
Wilhelmine von Griesheim surnommée Minette, qui restera longtemps dans son souvenir.

Le 18 octobre 1806, Henri écrit à sa sœur Pauline : « Nous allons à Cobourg, mais l’empereur est sans doute bien en avant. Nous allons d'ici à Mayence, de Mayence à Wurtzbourg, de Wurtzbourg à Bamberg, de là, à Cobourg et de là, à la gloire. » Le 27 octobre, Napoléon entre à Berlin, où Henri arrive peu après. Le 29, Henri est nommé adjoint aux commissaires des guerres et envoyé à Brunswick, où il arrive le 13 novembre. Accaparé par son emploi, il trouve tout de même le temps de suivre des cours d’équitation, de tirer au pistolet, d’aller au théâtre, au café concert, à des bals… et de tomber amoureux de Wilhelmine von Griesheim, la fille de l’ancien gouverneur de la ville, tout en couchant avec d’autres femmes. Il croit être heureux. Il n’aime pourtant ni la nourriture allemande composée de pain noir, de choucroute et de bière (« Ce régime rendrait flegmatique l’homme le plus emporté. À moi, il m’ôte toute idée. »), ni leurs édredons, ni leur culture (il ignore Novalis, Hölderlin, Hegel…). Par contre, il s’enthousiasme pour Mozart. Pauline, après avoir suivi les injonctions à la liberté prodiguées par son frère un peu trop à la lettre (elle se promène à Grenoble en habit d'homme), rentre dans le rang et se marie à François Daniel Perrier-Lagrange le 25 mai 1808.
Le 11 novembre, il reçoit l’ordre de regagner Paris. Un médecin lui confirme sa syphilis. Il doit suivre un traitement rigoureux. Le 10 avril 1809, l'armée autrichienne passe à l'offensive, Henri doit retourner en Allemagne. Il est affligé du spectacle de la guerre à Ebersberg, ville et corps brûlés. Napoléon entre dans Vienne le 12 mai. Henri passe sous les ordres de Martial Daru, intendant de la province de Vienne. D'abord enchanté par le climat et la musique, il finit par s'ennuyer à mourir dans son emploi. En octobre, il pense plaire à Alexandrine Daru, l’épouse de Pierre, sans parvenir à la courtiser, il ne sait comment prendre « ce ton galant qui permet de tout hasarder, parce que rien n’a l’air d’être dit sérieusement. » Comme à son habitude, il prend une maîtresse plus accessible. Le 2 janvier 1810 il demande à être envoyé en Espagne. Sans attendre la réponse, il part pour Paris.

### L’ascension sociale, 1810-1811

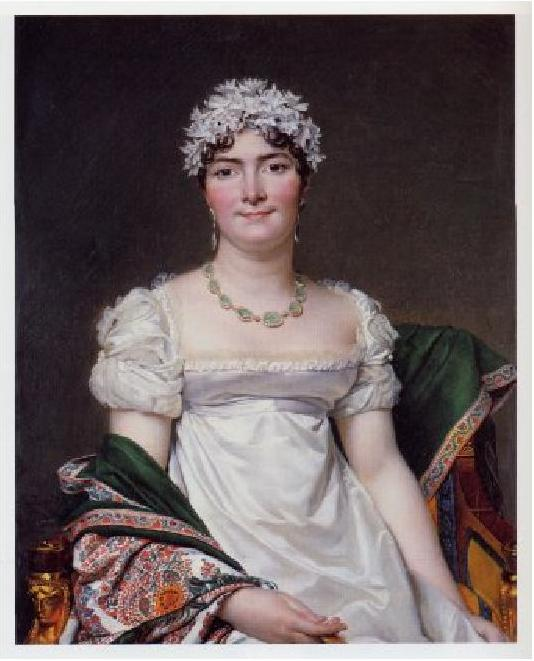
Portrait d’Alexandrine Daru par David, qu'il courtise longuement en vain.

À Paris il retrouve Alexandrine Daru, dont il tente d’interpréter le moindre geste comme une preuve d’intérêt pour lui. Martial le propose comme auditeur au Conseil d'État, son père lui fournissant le revenu nécessaire à la fonction. Profitant d’un moment d'inactivité, Henri lit, fréquente les cafés et les salons où il éprouve « la plus grande quantité d’ennui pur. » Le 10 mai 1810, on lui ordonne de rejoindre Lyon. Il décide d'ignorer cet ordre, et continue à fréquenter les théâtres, à lire, à se promener, et à écrire : il reprend sa comédie qu'il ne finira jamais, Letellier. Il projette d'écrire des biographies de peintres ou de musiciens afin de pallier les ignorances de ses contemporains. Il alterne moments de bonheur et mélancolie. Il lui manque une maîtresse et les îles Borromées.
Il est officiellement nommé auditeur au Conseil d'État par décret le 1er août 1810, puis, le 22 août, il devient inspecteur de la comptabilité des Bâtiments et du Mobilier de la Couronne Il est chargé de l'inventaire des œuvres d'art des musées et palais impériaux. Il s'est acheté un cabriolet à la mode, des cachets à ses initiales, loue un appartement plus conforme à son nouveau statut, qu'il partage avec un beau jeune homme, Louis de Bellisle. Sa situation sociale met fin à ses soucis financiers et lui fait espérer la baronnie, mais le laisse insatisfait : « Ce bonheur d’habit et d’argent ne me suffit pas, il me faut aimer et être aimé. » Et puis cet emploi lui prend son temps, ses moments de plaisir et de réflexion : « Les affaires me pillent mon temps, je n'en ai pas pour huit à dix heures de travail ; cependant, je ne puis pas suivre un travail particulier. Le travail de réfléchir, du moins pour moi, ne se prend pas et ne se quitte pas comme un habit : il faut toujours une heure de recueillement, et je n'ai que des moments ».
Depuis le 29 janvier 1811, il passe ses nuits avec Angelina Bereyter, une chanteuse d’opéra. Il ne peut s’empêcher d’y voir des inconvénients : « Mon bonheur physique avec Angela m’a ôté beaucoup de mon imagination . » Il rêve toujours d’Italie et voudrait qu'on l’envoie en mission à Rome, mais c’est Martial Daru qui y est envoyé. Le 17 mars 1811, il invente pour lui-même la notion de « Beylisme » dans son Journal : « Crozet est toujours amoureux d’A., conduisant sa barque comme un niais, et il en est triste et attristant. C’est ce que je lui dis sans cesse à lui-même pour le rendre un peu beyliste. Mais il regimbe. La volupté n’aura jamais en lui un adorateur véritable, et il me semble presque irrévocablement dévoué à la tristesse et à la considération qu’elle procure chez ce peuple de singes. »
Le 31 mai il trouve enfin le courage, après de longues hésitations qui le tourmentent, d'oser se déclarer à Alexandrine, lors d'un séjour dans le château des Daru de Becheville : Elle est troublée, mais lui répond qu'il ne doit voir en elle qu'une cousine qui a de l'amitié pour lui. Il va se coucher, partagé entre la peine et le soulagement de n'avoir plus de remords. Au moment de quitter Becheville, il tente de plaisanter malgré son chagrin : « J'avais besoin de rire, car je me sentais une violente envie de pleurer. » Triste, déçu, ennuyé par Angelina Bereyter qu'il ne désire plus, il demande, en août, un congé de quelques jours à Pierre Daru. En réalité, il a pris une place dans une diligence pour Milan.

### Milan, Angela et l’Italie, 1811

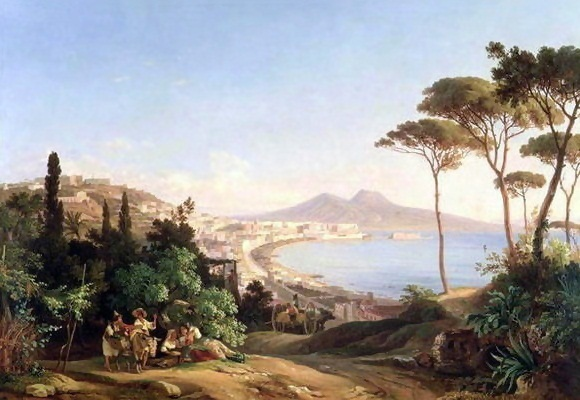
Carl Wilhelm Götzloff, vue de la baie de Naples depuis le Pausilippe, en 1837.

Il arrive à Milan le 7 septembre, y retrouve les émotions de sa jeunesse mêlé au souvenir d'Angela Pietragrua: « Je ne puis faire un pas dans Milan sans reconnaitre quelque chose, et, il y a onze ans, j’aimais ce quelque chose parce qu'il appartenait à la ville qu’elle habitait. » Il se rend chez elle et lui avoue l’avoir aimée. Elle en est touchée et l’introduit dans les meilleurs salons de la ville. Ils se voient régulièrement, chez elle dans la journée, à la Scala le soir. Henri est à nouveau amoureux. Il est furieux contre lui-même de ne pas oser se déclarer, et finit, le 12 septembre, par tout lui confier. Ils s’embrassent, mais elle ne veut aller plus loin. Henri est déçu : « Elle m’aime et l’ennui me saisit. C’est avoir en soi un principe de malheur. » Il décide de partir le 22 septembre pour visiter l’Italie. Victoire juste avant son départ : le 21 ils sont amants. Il en inscrit la date et l’heure sur ses bretelles.
Il visite Bologne et Florence. À Florence, visitant l’église Santa Croce dans l’état amoureux où l’a plongé Angela, le cœur battant, il éprouve ce qui deviendra le «Syndrome de Stendhal» : «Là, assis sur le marche-pied d’un prie-Dieu, la tête renversée et appuyée sur le pupitre, pour pouvoir regarder au plafond, les Sibylles du Volterrano m’ont donné peut-être le plus vif plaisir que la peinture m’ait jamais fait. J’étais déjà dans une sorte d’extase, par l’idée d’être à Florence, et le voisinage des grands hommes dont je venais de voir les tombeaux. Absorbé dans la contemplation de la beauté sublime, je la voyais de près, je la touchais pour ainsi dire. J’étais arrivé à ce point d’émotion où se rencontrent les sensations célestes données par les beaux-arts et les sentiments passionnés. En sortant de Santa Croce, j’avais un battement de cœur, ce qu’on appelle les nerfs à Berlin ; la vie était épuisée chez moi, je marchais avec la crainte de tomber.»
À Rome il est bouleversé par le Colisée. Il y rencontre Martial Daru, qui le presse de rentrer à Paris où son congé prolongé n’est pas du goût de son frère, Pierre. Mais Henri poursuit sa route et arrive à Naples début octobre. S’il n’aime pas le peuple napolitain, qu'il juge bruyant, ni la musique, ennuyeuse, il gardera un souvenir impérissable du Pausilippe. Après avoir visité Pompei et Herculanum, il rentre à Milan, visite Parme et revoit les îles Borromées. Il retrouve Angela à Varèse. Elle est inquiète, prétendant que son mari est au courant de leur liaison. Henri soupçonne plutôt un autre amant. Il rentre à Paris le 27 novembre 1811. L’accueil glacial de Pierre Daru ne l’empêche pas de retrouver ses activités à l’intendance de la Maison de l’Empereur, ainsi que sa vie de couple avec Angelina Bereyter, qui l’ennuie toujours un peu.
Le 4 décembre, Henri commence l’écriture de l’Histoire de la Peinture en Italie, se documentant à la Bibliothèque Impériale. Mais la guerre avec la Russie se prépare. Elle est officielle le 8 avril 1812, avec l’ultimatum d’Alexandre Ier.

### La chute, 1812-1814

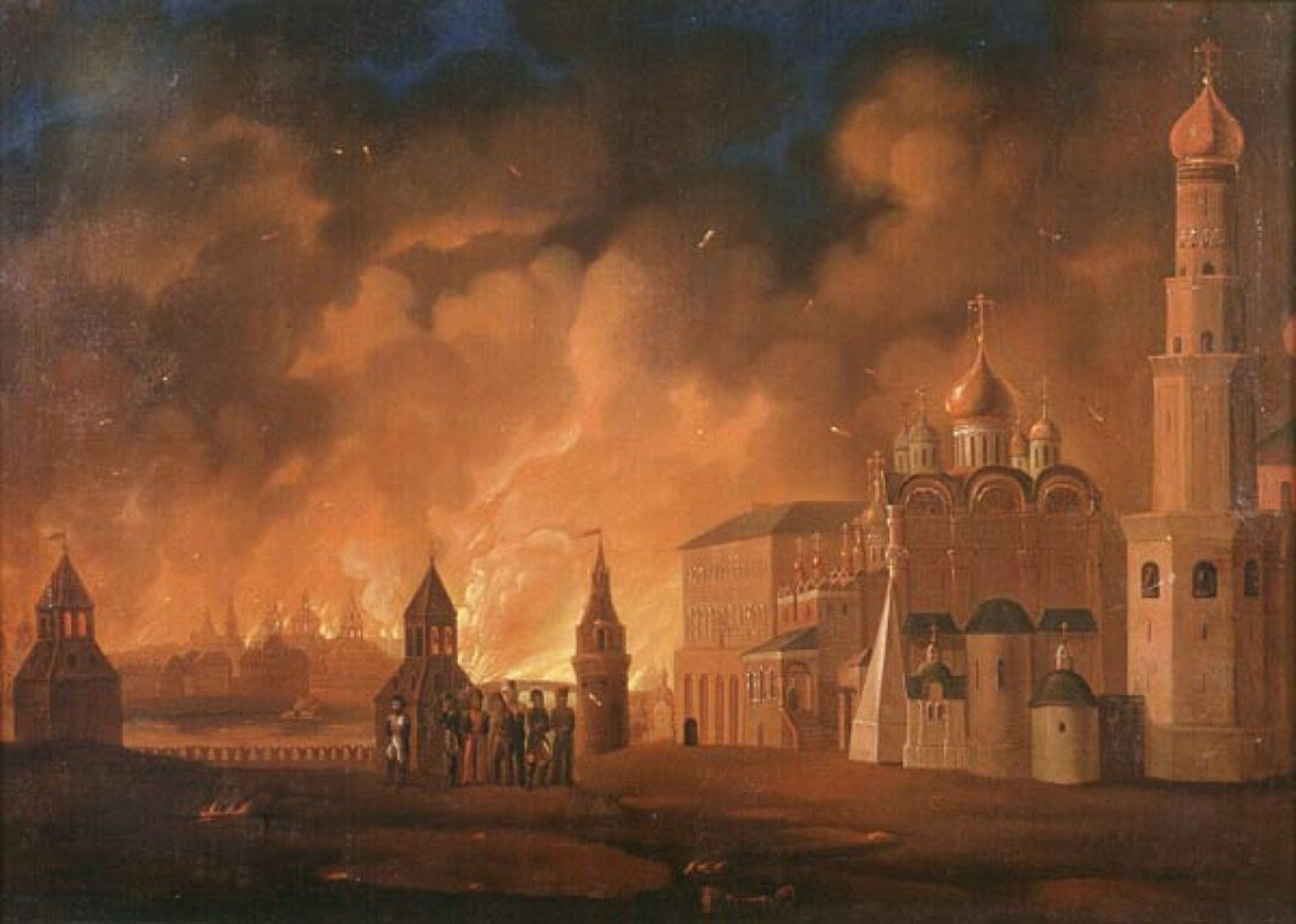
Incendie de Moscou, le 14 septembre 1812, « le plus bel incendie du monde » selon Stendhal.

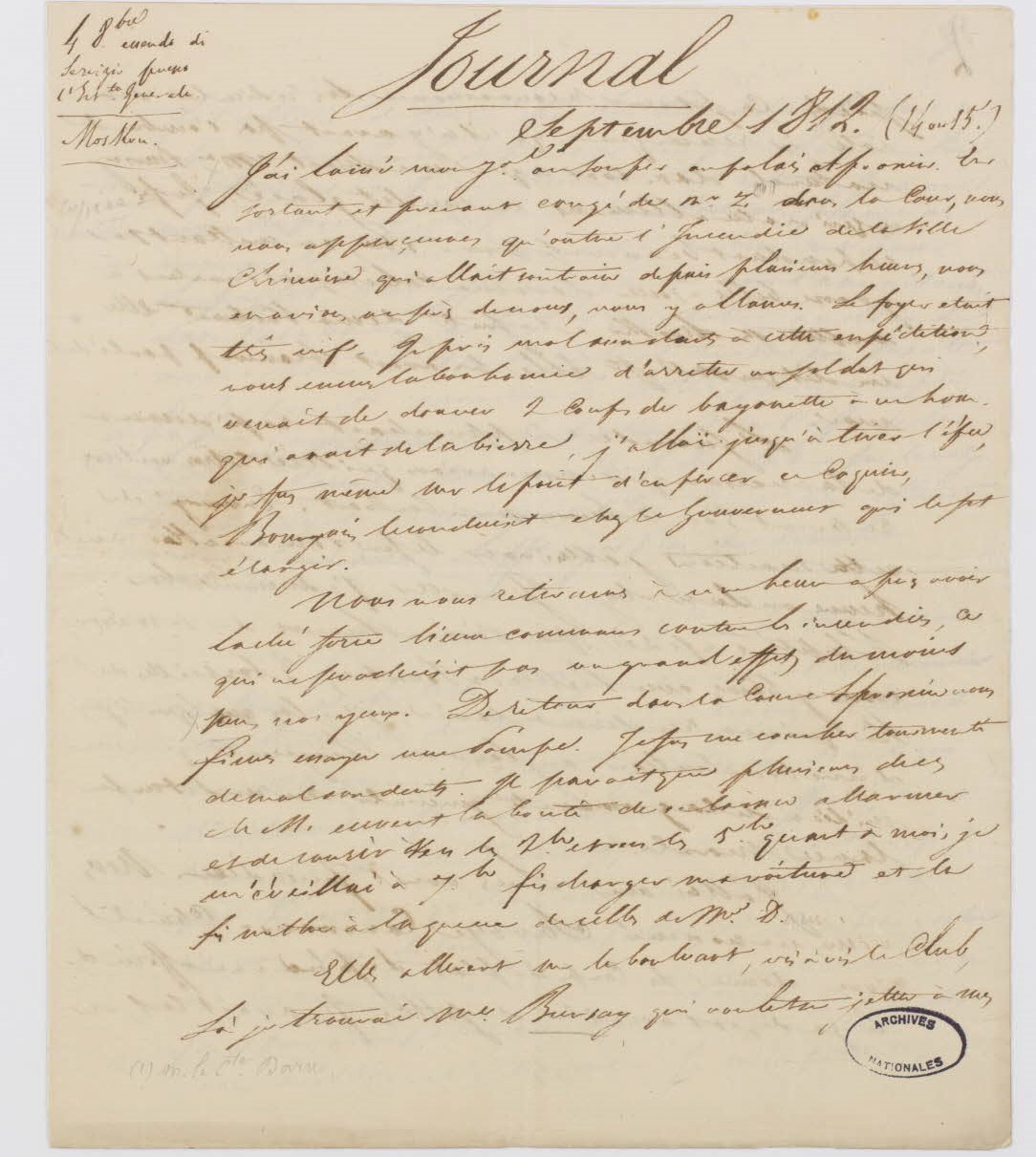
Journal tenu par Stendhal à Moscou et décrivant l'incendie de la ville - Archives nationales.

Le 23 juillet 1812, Henri se met en route, appelé par Pierre Daru, chargé de courriers et de paquets pour l’Empereur. Il rêvait d’action, de repartir en campagne, mais il ne peut s’empêcher de maugréer contre les sots qui l’entourent, la poussière de la route, le manque d’eau, de livres… et l’absence de linge de rechange : « Dans cet océan de barbarie, pas un son qui ne réponde à mon âme ! Tout est grossier, sale, puant au physique et au moral. » Il s’extasie en revanche devant l’incendie de Smolensk qui vient d’être bombardée. Après la sanglante bataille de Borodino, l’armée pénètre dans un Moscou désert le 14 septembre. Les incendies éclatent peu après dans toute la ville. L’armée française pille les maisons dont les vitres éclatent sous la chaleur. Au lieu de voler du vin ou de la nourriture, Henri prend un volume des Facéties de Voltaire. L’armée est obligée de quitter la ville.
« Nous sortîmes de la ville, éclairée par le plus bel incendie du monde, qui formait une pyramide immense qui était comme les prières des fidèles : la base était sur la terre et la pointe au ciel. La lune paraissait, je crois, par-dessus l'incendie. C’était un grand spectacle, mais il aurait fallu être seul pour le voir. Voilà la triste condition qui a gâté pour moi la campagne de Russie : c’est de l’avoir faite avec des gens qui auraient rapetissé le Colisée et la mer de Naples. »

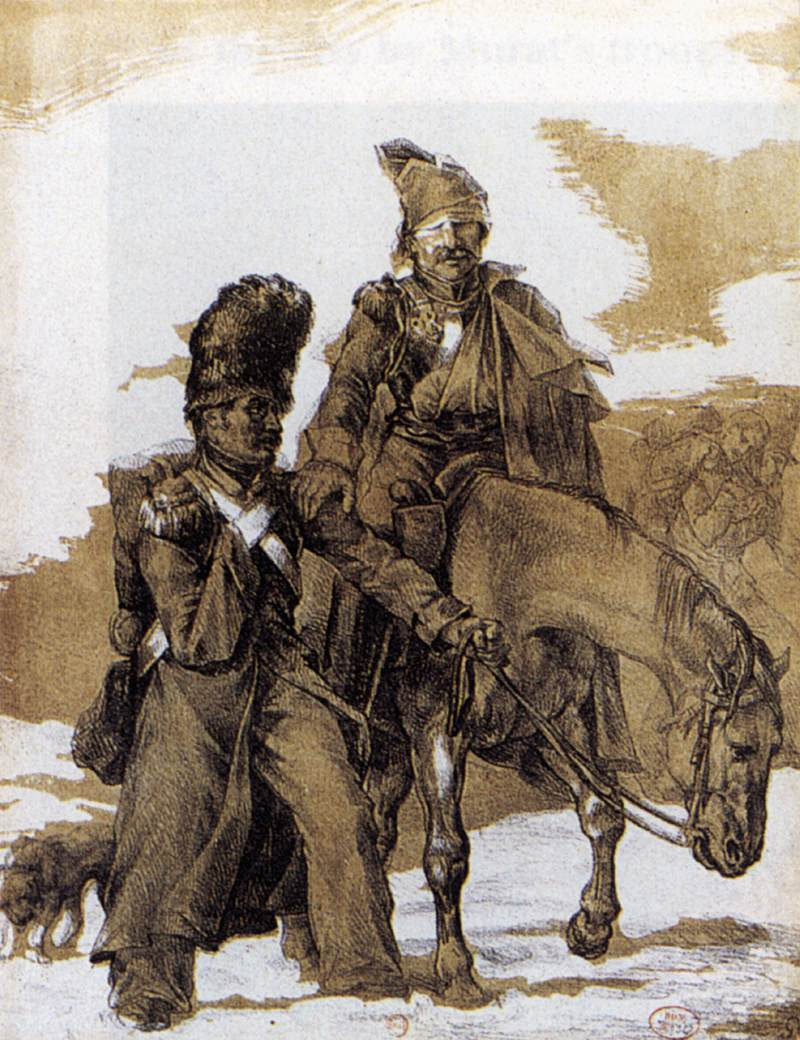
Théodore Géricault, La retraite de Russie.

Fiévreux, pris d’une rage de dent, il a une révélation (en italien) : ce qu'il désire faire naître un jour, c’est un « mélange d’allégresse et de tendresse », comme Cimarosa. Le 6 octobre, alors que Napoléon attend toujours des nouvelles du tsar, il est chargé de la direction des approvisionnements de réserve et des réquisitions. Il retourne à Smolensk le 7 novembre, avec 1 500 blessés, puis repart immédiatement pour Vilna. Durant le trajet, il se fait attaquer par des cosaques, et perd le manuscrit de L’Histoire de la Peinture en Italie. Le froid terrible (températures de −40 °C), la faim, la fatigue ont réduit la Grande Armée en miettes. Henri a la bonne idée de passer la Bérézina le 27 novembre, la veille de la bataille (pourtant victorieuse) et du désastre qui s’ensuivit : les ponts brûlés, les blessés abandonnés. Le 30 décembre, il part pour Dantzig puis rejoint Berlin. Il est à Paris le 31 janvier 1813.
S'il a survécu à la Campagne de Russie, les souffrances de cette campagne l’ont vieilli et rendu amer : « Je suis actuellement dans un état de froideur parfait, j’ai perdu toutes mes passions », même si plus tard, auprès de ses amis, il fanfaronne en disant avoir pris la retraite « comme un verre de limonade. » Il a perdu goût à tout, hormis à la nourriture, comme s’il rattrapait la période de jeûne forcé en Russie. Il retravaille Letellier, n’ayant pas le courage de recommencer L’Histoire de la Peinture en Italie. Il est pressenti pour recevoir une préfecture, comme tous ses collègues, ce qui le laisse perplexe : « Je serai un peu humilié de n’avoir rien ; d’un autre côté, être préfet autre part que dans les quatorze départements italiens est entièrement contre mes goûts les plus chers. »
La guerre reprend, mais Henri n’a nulle envie d’y participer. Il est pourtant envoyé à Mayence le 19 avril. Le 20 mai c'est la guerre à Bautzen : « tout ce qu'on peut voir d’une bataille, c’est-à-dire rien. » Il voudrait qu’on l’envoie à Venise en attendant l’armistice, mais on l’envoie à Sagan. Pris de fièvre, il est envoyé en convalescence à Dresde, puis il peut enfin regagner à Paris le 14 août. Il en profite pour aller à Milan où il arrive début septembre. Le plaisir n’est plus le même, Angela a peut-être un amant, sans oser le lui avouer. Il en profite pour explorer Venise et le lac de Côme. Le 20 septembre son grand-père Gagnon meurt. Le 14 novembre il doit rentrer en France et rejoindre Grenoble s’occuper de la conscription. Le 5 mars 1814 il arrive à Saint-Julien et de là il se rend à Carouge, où le général comte Marchand, commandant en chef de la 7e division militaire, avait établi le quartier général de la petite armée française. Il a été envoyé à Carouge en mission, pour s'assurer des besoins de l'armée et du fonctionnement des services, par le sénateur comte de Saint-Vallier, commissaire extraordinaire chargé des mesures à prendre contre l'invasion du territoire français par les armées des puissances alliées. L'objet de sa mission rempli, il quitte Carouge après un séjour de trente-six heures, et retourne à Grenoble, auprès du commissaire extraordinaire. Henri tombe à nouveau malade. Il retourne à Paris fin mars 1814. Il assiste, indifférent, aux batailles qui font rage autour de la ville. Le 6 avril 1814, l’Empereur abdique. Henri écrira plus tard : « Je tombai avec Napoléon en avril 1814. […] Qui le croirait ! quant à moi personnellement, la chute me fit plaisir. »
Louis XVIII entre dans Paris le 6 mai. Henri tente vaguement de proposer ses services au nouveau pouvoir, mais « trente mille nobles affluent par toutes les diligences pour tout demander. » N’ayant plus rien à faire en France, il part à nouveau pour Milan.

### Milan et Matilde, 1814-1821

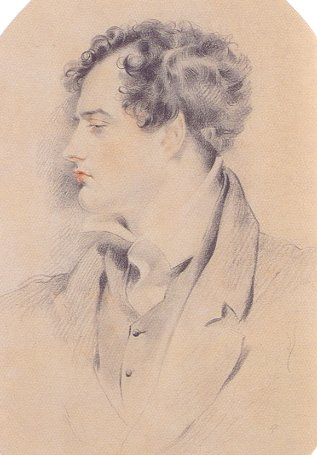
Lord Byron, portrait par George Harlow : un « profil d’ange », selon Stendhal.

Henri arrive à Milan le 10 août 1814. Angela l’accueille très froidement, arguant que les Français sont mal vus à Milan depuis le retour des Autrichiens au pouvoir. Il pense à nouveau que cela cache un amant. Il lui propose de partir ensemble à Venise, elle se dérobe. Il part pour Gênes. Il visite Livourne, Pise, Florence… À son retour à Milan, Angela veut mettre un terme définitif à leur relation. Il hésite à se brûler la cervelle, mais se met plutôt au travail. Il termine Vies de Haydn, Mozart et Métastase qui sera publié en janvier 1815 sous le nom de Bombet, et reprend son Histoire de la peinture en Italie. Il est rapidement accusé de plagiat pour Vies de Haydn, Mozart et Métastase par le musicologue italien Giuseppe Carpani, auteur d’un essai sur Haydn. Pourtant coupable (il en a, en réalité, plagié bien d’autres), Henri lui répond dans la presse, se faisant passer pour son frère, avec humour et mauvaise foi : « je prierais encore M. Carpani de nous dire s’il aurait la charmante prétention d’avoir servi de modèle au style plein de grâce, plein d’une sensibilité sans affectation, et qui n’exclut pas le piquant qui, peut-être, est le premier mérite de l’ouvrage de M. Bombet. »

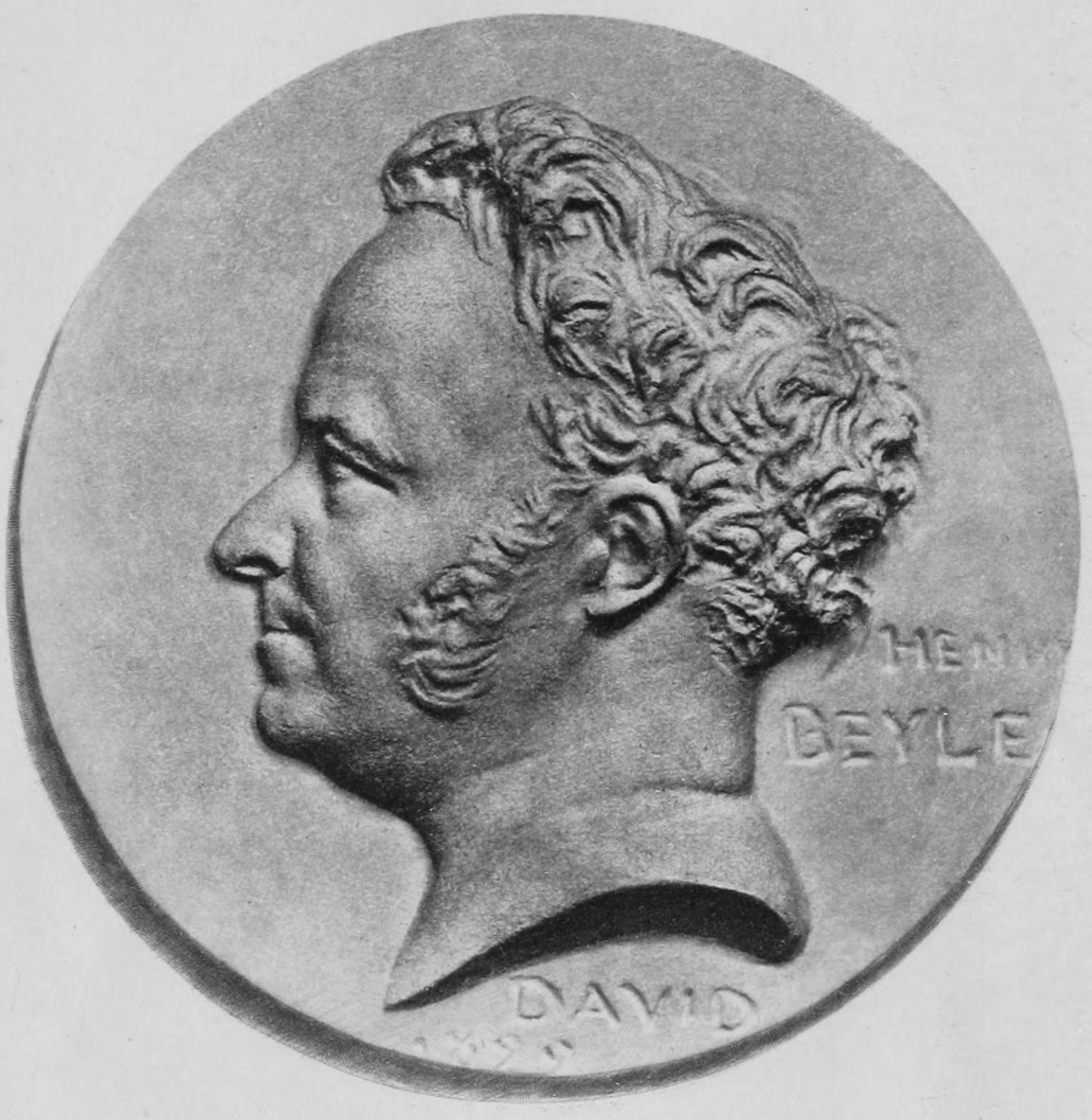
Portrait de profil de Stendhal, médaillon par David d'Angers.

Au printemps 1815, le retour de Napoléon ne l'incite pas à revenir en France. La défaite de Waterloo lui fait dire que « tout est perdu, même l’honneur. » En juillet 1815, il est sous le charme de Venise. Il ne désespère pas d’y faire venir Angela, mais, après une brève réconciliation, « l’amour est tué le 15 octobre 1815. » Revenu malade à Milan, il achève l’Histoire de la peinture en Italie entre deux saignées et crise de palpitations.
Il est présenté à Ludovico di Breme, dont la loge à la Scala est fréquentée par l’élite intellectuelle Milanaise: Silvio Pellico, Vincenzo Monti… Grâce à ces nouvelles rencontres, il découvre en septembre 1816, l’Edinburgh Review et un compte rendu de trois poèmes de Lord Byron, Le Corsaire, Le Giaour et La fiancée d’Abydos. C’est une révélation : « Henri comprend que le véritable « système romantique » n’est pas allemand ; il est anglais et c’est celui que Byron met en œuvre, en célébrant les passions fortes. […] C’est l’Edinburgh Review qui lui ouvre la perspective d’une définition dynamique du beau moderne, conçu non pas comme la perfection des formes, mais comme une énergétique passionnelle. » C’est donc, intimidé et très ému, qu’il rencontre Lord Byron, le 16 octobre dans la loge de Ludovico di Breme. Il le décrit à son ami Crozet : « un joli et charmant jeune homme, figure de dix-huit ans, quoiqu'il en ait vingt-huit, profil d’un ange, l’air le plus doux. […] C’est le plus grand poète vivant…. » Durant les jours qui suivirent, Henri lui fait visiter Milan. Il tente de l’impressionner en lui racontant des anecdotes fantaisistes sur la campagne de Russie et Napoléon, dont il fait croire qu'il était très proche.

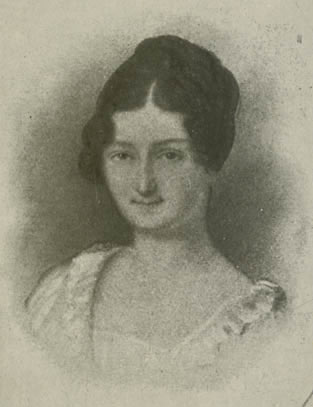
Matilde Viscontini Dembowski, son grand amour malheureux.

En avril 1817, il se rend à Paris, après un passage par Grenoble, pour donner son manuscrit à Pierre Didot. En août, il visite Londres. À son retour à Paris, sont parus l’Histoire de la peinture en Italie, sous son vrai nom, et Rome, Naples et Florence sous le pseudonyme de Stendhal. En novembre 1817, il retourne à Milan accompagné de sa sœur Pauline qui vient de perdre son mari. Il entreprend une Vie de Napoléon à partir de février 1818 pour répondre aux ouvrages de Madame de Staël.
En mars 1818, son ami Giuseppe Vismara, lui présente Matilde Dembowski. Son admiration pour celle qu'il appelle Métilde le paralyse de timidité et de maladresse : « Je n'ai jamais eu le talent de séduire qu'envers les femmes que je n'aimais pas du tout. Dès que j'aime, je deviens timide et vous pouvez en juger par le décontenancement dont je suis auprès de vous ». Dans un premier temps Matilde se montre touchée par cette adoration silencieuse. Mais subitement, elle se refroidit, probablement parce que sa cousine, Francesca Traversi, aurait dépeint Stendhal comme un séducteur.
Au printemps 1819 Stendhal ruine tous ses espoirs en suivant sous un déguisement, Matilde, qui était allée voir ses fils à Volterra. Elle ne le lui pardonnera pas, malgré ses nombreuses lettres d'excuses et n'acceptera de le revoir que sous certaines conditions très strictes.
Le 10 août, apprenant le décès de son père, il part pour Grenoble, puis regagne Paris jusqu'en octobre. Fin décembre, de retour à Milan, il commence De l'amour, pour exprimer tout ce que lui fait éprouver Matilde, véritable essai de psychologie, dans lequel il expose sa théorie de la « cristallisation ». En 1821 éclate une révolution dans le Piémont contre l'occupant autrichien. Parce qu'il est accusé de sympathie pour le carbonarisme il est expulsé de Milan par l'administration autrichienne. Il se voit obligé de quitter Matilde qu'il aime pour regagner Paris qu'il n'aime pas. Mathilde est le personnage qu'il présente dans Le Rouge et le Noir en y faisant référence.

### L'essor littéraire, 1821-1830

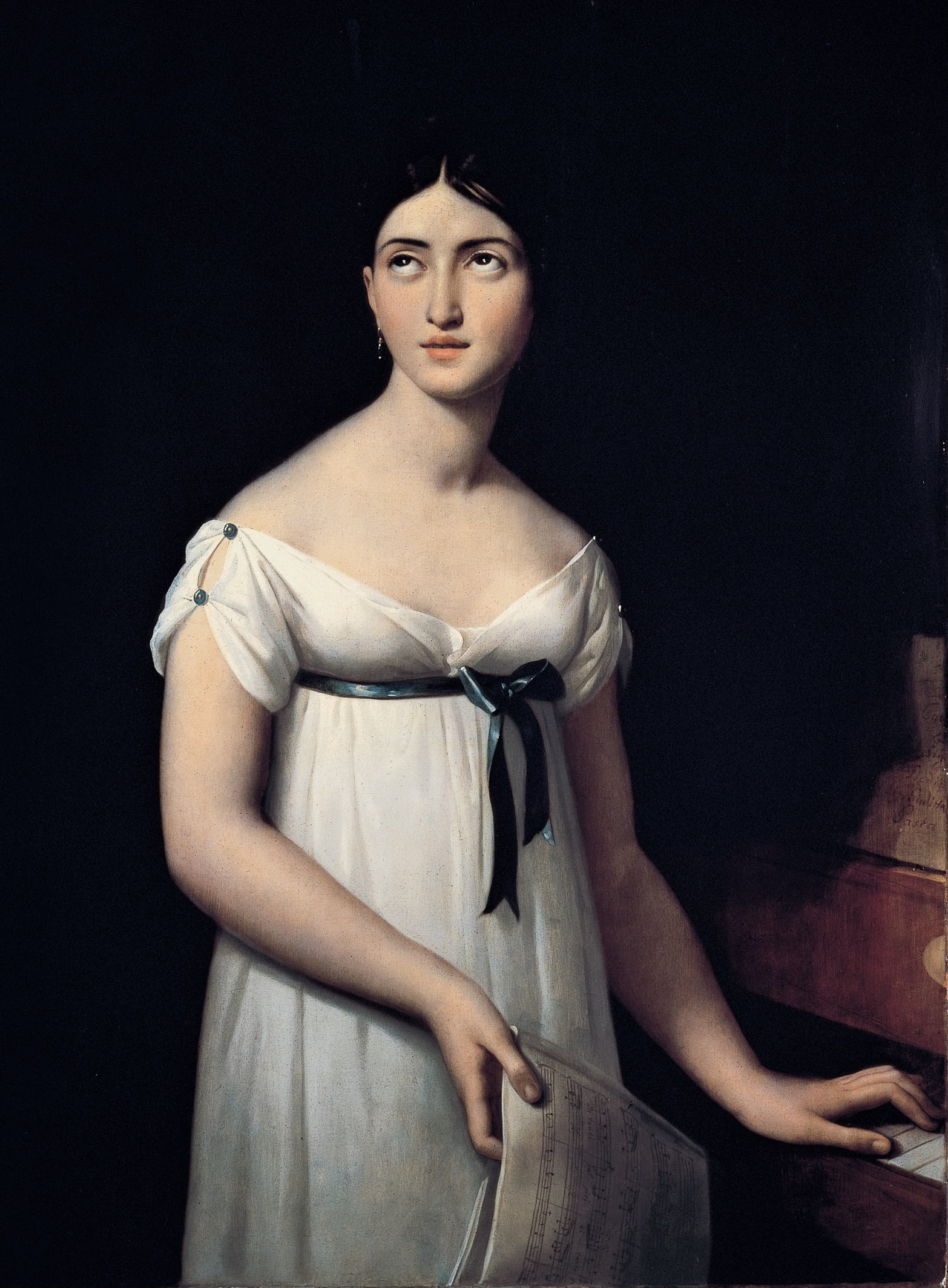
Giuditta Pasta, dont il fréquente le salon.

Fin juin 1821, il est de retour à Paris, presque ruiné après le décès de son père, déprimé par ses adieux à Matilde : « Je quittais Milan pour Paris le … juin 1821, avec une somme de 3 500 Francs, je crois, regardant comme unique bonheur de me brûler la cervelle quand cette somme serait finie. Je quittais, après trois ans d’intimité, une femme que j’adorais, qui m’aimait et qui ne s’est jamais donnée à moi. »
Pour tenter de l’oublier, il fréquente assidument ses amis Adolphe de Mareste et Joseph Lingay. Il racontera dans Souvenirs d’égotisme son fiasco auprès d'une belle prostituée du nom d’Alexandrine, encore obnubilé par Matilde, puis sa guérison lors d’un séjour à Londres où il va « chercher un remède au Spleen », auprès d’une douce et jeune Anglaise.

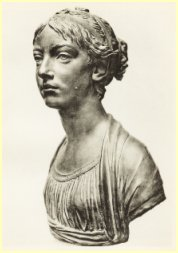
Sa grande passion qui dura deux ans, Clémentine Curial, qu'il surnomme Menti.

À Paris, il passe ses soirées à l’opéra ou dans les salons de la gauche Libérale d’Antoine Destutt de Tracy, de La Fayette (Libéraux qu'il trouve « outrageusement niais »), de royalistes comme Madame Ancelot, de savants comme le baron Cuvier, de peintres comme le baron Gérard, ainsi que le cénacle d’Etienne-Jean Delécluze. Il est admiré pour sa manière de raconter des histoires, mais choque par ses sarcasmes, ses boutades, ses provocations politiques, ses idées jacobines… Il fréquente beaucoup aussi celui de Giuditta Pasta, cantatrice Italienne avec qui on lui prête, à tort, une liaison ; il s’installe d’ailleurs dans le même immeuble, rue de Richelieu. En réalité, c’est pour y entendre les Carbonari en exil, y parler italien et, parfois, évoquer Matilde. Son ami Lingay lui présente le jeune Prosper Mérimée, avec qui il nouera une amitié ambivalente faite de complicité et de méfiance.
En 1822 il publie dans l’indifférence générale, De l'amour, après avoir récupéré le manuscrit égaré pendant plus d'un an. Il prend ardemment la défense du Romantisme avec Racine et Shakespeare, pamphlet en faveur de la modernité en littérature et dans tous les arts, ainsi qu’une Vie de Rossini en 1823, ouvrages qui le font connaître. Il se lie également à Paris avec le botaniste Victor Jacquemont, qui décrit sa façon de séduire les femmes en leur parlant de ses ouvrages politiques et littéraires, et le surnomme pour cela Jemoi dans sa correspondance avec Achille Chaper. Stendhal consulte à plusieurs reprises Jacquemont sur ses œuvres, et ce dernier est l'auteur des dernières pages de De l'amour.
Afin de gagner sa vie, il entame une intense activité de journaliste. De 1824 à 1827, il écrit des articles pour le Journal de Paris, sur les Salons et sur le Théâtre Italien. De 1822 à 1829, il collabore à diverses revues britanniques : Paris Monthly Review, New Monthly Magazine, London Magazine . Ses chroniques portent sur la vie politique, les faits divers, les mœurs, la culture de la société française sous la Restauration.

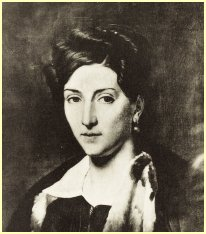
Alberthe de Rubempré qu’il surnomme Madame Azur parce qu’elle habite rue Bleue.

Cette époque est aussi celle des amours tumultueuses : Clémentine Curial, la fille de son amie la comtesse Beugnot, qui l’avait déjà troublé en 1814, lorsqu'il l’avait vue pieds nus chez sa mère, attend longuement de lui une déclaration : « Ma mélancolie regardait avec plaisir les yeux si beaux de Mme Berthois [Clémentine Curial]. Dans ma stupidité, je n’allais pas plus loin. » Il finit par lui avouer ses sentiments en mai 1824. Jusqu’en 1826 ils s’aiment, s’écrivent, se déchirent. Elle le cache trois jours dans la cave de son château en juillet 1824, le nourrissant, vidant son pot de chambre… C’est elle qui le guérit définitivement de Matilde : « alors seulement le souvenir de Métilde ne fut plus déchirant, et devint comme un fantôme tendre et profondément triste. »
En juin 1829, c’est Alberthe de Rubempré, femme très belle et très libre, cousine de Delacroix, qui devient sa maîtresse. Il a avec elle une relation torride et de courte durée. Au retour d’un voyage en Espagne, en décembre 1829, il la retrouve dans les bras de son ami Mareste.
En février 1830, c’est une jeune fille italienne, Giulia Rinieri qui lui déclare son amour « Je sais bien et depuis longtemps que tu es laid et vieux, mais je t’aime. » C’est chez elle qu’il passera la nuit du 29 juillet 1830, où il assistera à la révolution de Juillet de son balcon.
Il s'agit d'une période intellectuellement très féconde : il publie son premier roman, Armance, en 1827, mal compris et mal reçu, dont le thème, l’impuissance, lui est fourni par le roman de son amie Claire de Duras, Olivier, ou le secret. En 1829 c’est Promenades dans Rome. Tout en écrivant de nombreuses nouvelles (Vanina Vanini, Le coffre et le revenant, Le philtre), il commence à écrire son second roman, Le Rouge et le Noir. Il en corrige les épreuves durant les journées de Juillet. Il paraît le 13 novembre 1830, alors qu'il est déjà parti en Italie.

### Consécration et détachement: 1831-1842

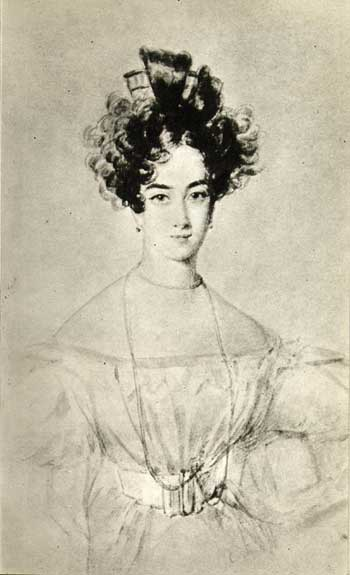
Giulia Rinieri, l’amoureuse dévouée.

Alors que sa notoriété naissante et le courage des Parisiens lors de la révolution de Juillet commençaient à lui faire aimer Paris, il doit quitter la France.
Ses amis ont parlé de lui au comte Molé, ministre des Affaires étrangères de Louis-Philippe. Nommé consul à Trieste, il part le 6 novembre 1830, jour où il demande la main de Giulia Rinieri, à son oncle. Elle ne lui sera pas accordée. Metternich lui refuse l'exequatur, à cause de ses positions libérales et de son mépris des Autrichiens qui transparaît dans Rome, Naples et Florence. En attendant qu'on lui trouve un autre poste, il se rend à Venise, où il fréquente le salon de la comtesse Albrizzi. En raison de son éloignement, il ignore la réception du Rouge et le Noir. Admiré par Sainte Beuve, il est honni par Victor Hugo : « chaque fois que je tente de déchiffrer une phrase de votre ouvrage de prédilection (répondant à Rochefort, admirateur du Rouge), c’est comme si on m’arrachait une dent… Stendhal ne s’est jamais douté un seul instant de ce que c’était que d’écrire. »

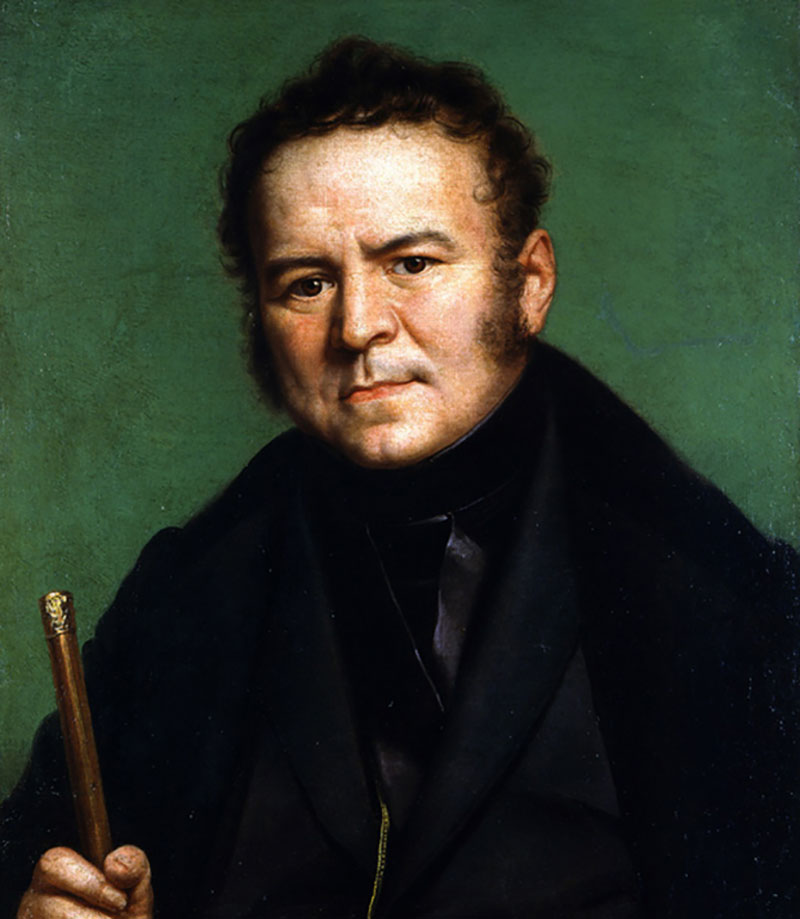
Portrait de Stendhal par Ducis, 1835, Bibliothèque Sormani, Milan. Portrait mélancolique.

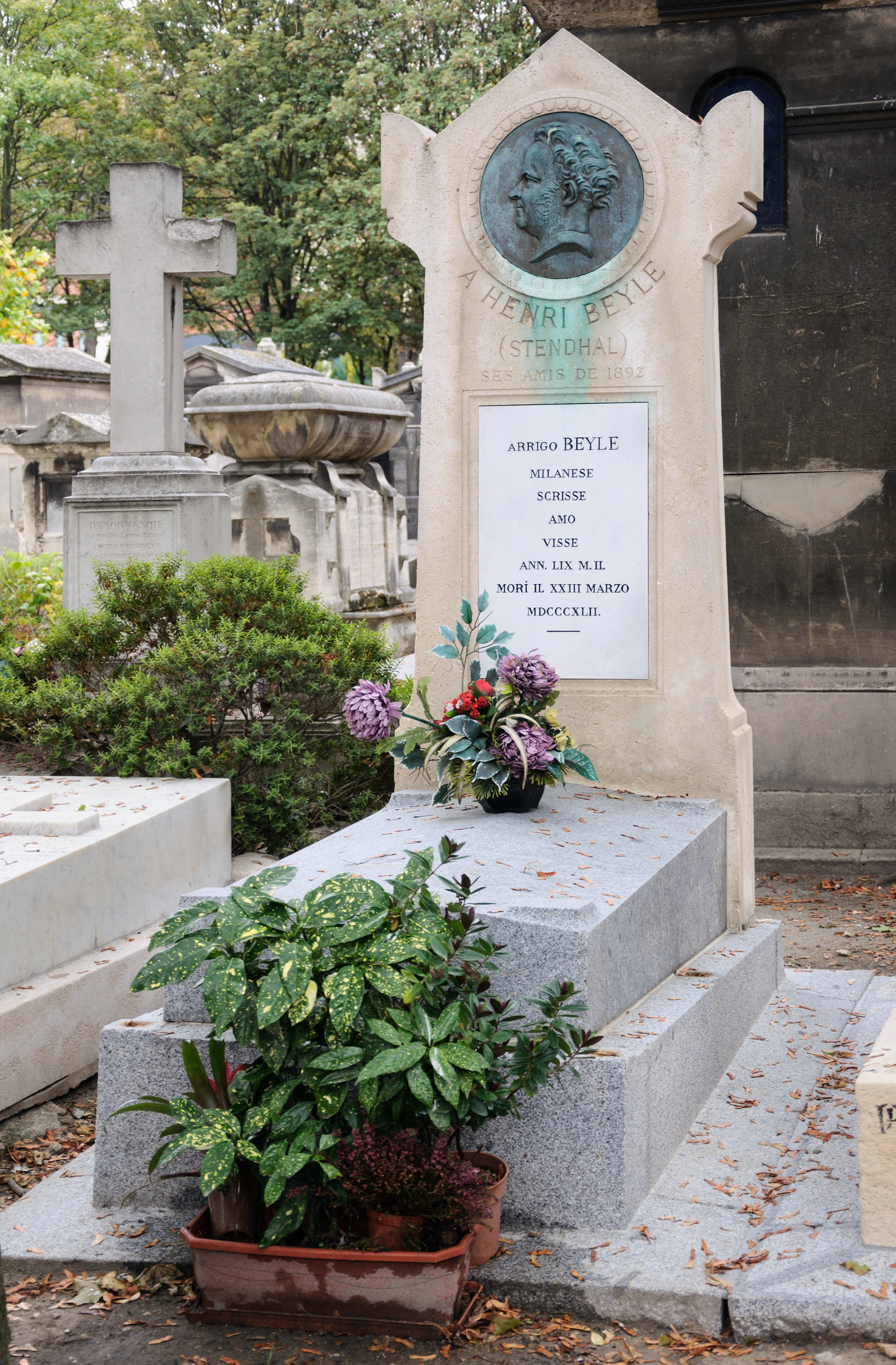
Tombe de Stendhal au cimetière de Montmartre (30e division).

Il est finalement nommé en 1831 à Civitavecchia, seul port des États pontificaux, « trou abominable » de sept mille cinq cents habitants, dont mille forçats. Là, il est terrassé par l'ennui et la bêtise : aucun salon, aucun ami, aucune jolie femme, aucune discussion intellectuelle. Il se donne du courage avec son mot d’ordre, « SFCDT (Se Foutre Carrément De Tout) » et en commençant plusieurs romans : Une Position sociale en septembre 1832 ; deux essais d’autobiographie, Souvenirs d’égotisme de juin à juillet 1832 ; Lucien Leuwen en mai 1834, la Vie de Henry Brulard en novembre 1835. Il n’en termine aucun. Il écrit pour lui seul car il a décidé, en février 1831 de ne rien publier tant qu'il serait fonctionnaire, par crainte de déplaire à sa hiérarchie : « Je me fais plat, j’écris peu ou point… Tout mon but est d’être moral comme un sous-chef de bureau ». Pour s'occuper, il participe aux fouilles archéologiques menées par son ami Donato Bucci, se rend fréquemment à Rome, voyage à Florence, Naples… Il va souvent à Sienne rejoindre Giulia Rinieri. Leur liaison continue jusqu’en juin 1833, lorsqu’elle est obligée de se marier. En mai 1836, il obtient un congé de trois ans en France, jusqu’en avril 1839, qui lui permet d'écrire ses Chroniques Italiennes et La Chartreuse de Parme. Cela lui permet aussi de faire des voyages en France, en Suisse, aux Pays-Bas, et d’en tirer le livre Mémoires d’un touriste. À Paris, il retrouve, une fois de plus, Giulia, qui éprouve toujours pour lui beaucoup de tendresse.
En mars 1839, changement de gouvernement, Stendhal n’est plus sous la protection du comte Molé, il doit retourner à son poste. Le 6 avril, paraît La Chartreuse de Parme, qui remporte un vif succès (1 200 exemplaires vendus en dix-huit mois) puis L’Abbesse de Castro et trois autres chroniques en décembre de la même année. Entretemps, il avait commencé Lamiel, le Rose et le Vert (qui restera inachevé) et repris une Vie de Napoléon. Revenu à Civitavecchia le 10 août 1839, il est à nouveau malade d’ennui. Puis il devient réellement malade, étant frappé d’une syncope le 1er janvier 1840. Cela ne l’empêche pas de tomber amoureux d’une certaine Earline (peut-être la comtesse Cini, une de ses admiratrices) en février, ni de revoir Giulia à Florence.
En septembre 1840, un article élogieux d’Honoré de Balzac sur la Chartreuse de Parme l’étonne, l’amuse et lui fait plaisir. Une autre attaque d’apoplexie le frappe en mars 1841. Le 21 octobre, il retourne à Paris pour se reposer. Se sentant mieux, il s’engage le 21 mars 1842, à fournir des nouvelles à la Revue des Deux-Mondes, juste avant d’être victime d'une nouvelle attaque, le lendemain vers sept heures du soir, au coin du boulevard des Capucines et de la rue Neuve-des-Capucines, devant le ministère des Affaires étrangères de l'époque, alors qu'il sortait d'un rendez-vous avec son ministre de tutelle François Guizot. Il meurt à son domicile parisien, Hôtel de Nantes au 78, rue Neuve-des-Petits-Champs (devenu 22, rue Danielle-Casanova), le 23 mars à deux heures du matin.

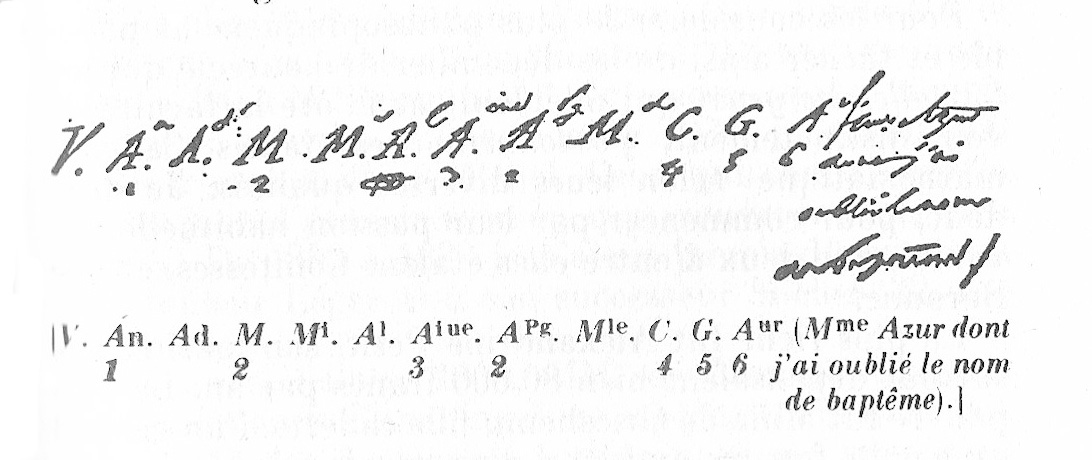
Liste des femmes qu’il a aimées, insérée en 1835 dans Vie de Henry Brulard : Je rêvais profondément à ces noms, et aux étonnantes bêtises et sottises qu’ils m’ont fait faire. (De gauche à droite : Virginie Kubly, Angela Pietragrua, Adèle Rebuffel, Mina de Griesheim, Mélanie Guilbert, Angelina Bereyter, Alexandrine Daru, Angela Pietragrua, Matilde Dembowski, Clémentine Curial, Giulia Rinieri, Madame Azur-Alberthe de Rubempré).

Sa dépouille est inhumée au cimetière de Montmartre à Paris en présence de trois amis malgré son vœu testamentaire d'être enterré à Andilly, où il avait séjourné. Comme ultime provocation, il avait dès 1821 composé lui-même son épitaphe en italien Arrigo Beyle Milanese Scrisse Amò Visse (« Henri Beyle. Milanais. Il écrivit, Il aima, Il vécut ») que fait graver Romain Colomb, son cousin et ami d'enfance, exécuteur testamentaire. Méprisé et raillé par son siècle, il ne connaîtra qu'un succès posthume comme il l'avait prédit : « Je serai connu en 1880. Je serai compris en 1930 ». Le médaillon de sa tombe a été réalisé par Auguste Rodin.

Lorsque Stendhal fera le bilan de sa vie dans Vie de Henry Brulard en 1835, il écrira ceci : 

« L’état habituel de ma vie a été celui d’amant malheureux, aimant la musique et la peinture […] Je vois que la rêverie a été ce que j’ai préféré à tout, même à passer pour homme d’esprit. »

## Décorations
- Légion d'honneur (le 15 janvier 1835[100], à titre d' « homme de lettres »[101]).

## Pseudonymes

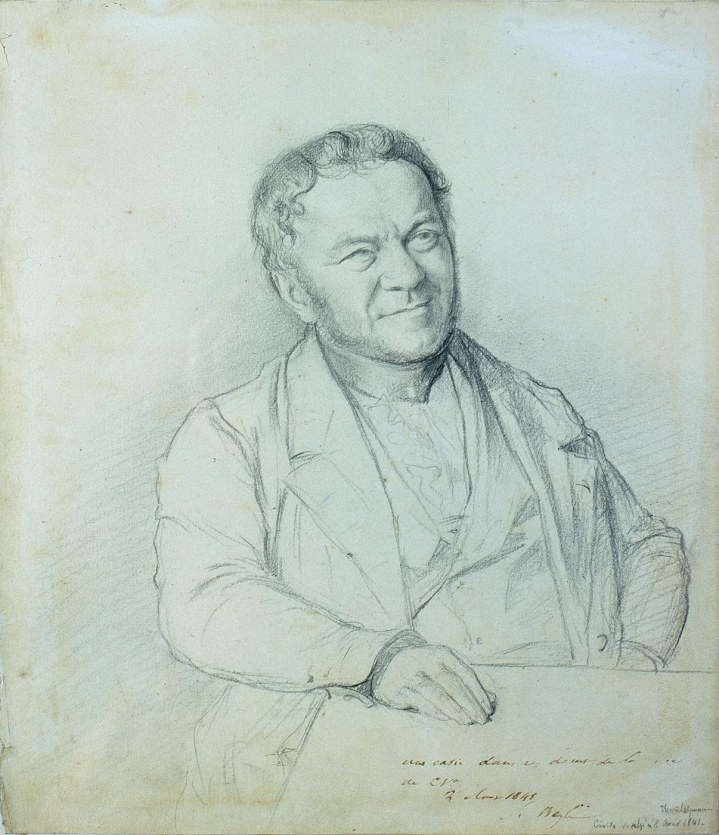
Stendhal par Henri Lehmann, août 1841. Dernier portrait de Stendhal. Lehmann montre discrètement sur son visage les séquelles de l'attaque d'apoplexie survenue le 15 mars précédent.

Avant de signer Stendhal, il a utilisé d'autres noms de plume, tels : Louis Alexandre Bombet, ou Anastase de Serpière.
Seule L'Histoire de la peinture (1817) fut publiée sous son vrai nom. À partir de Rome, Naples, Florence (septembre 1817), c'est sous le pseudonyme de « M. de Stendhal, officier de cavalerie » qu'il publia ses œuvres. Ce nom de plume pourrait être inspiré d'une ville d'Allemagne « Stendal », lieu de naissance de l'historien d'art et archéologue renommé à l'époque Johann Joachim Winckelmann, mais surtout proche de l'endroit où Stendhal vécut en 1807-1808 un moment de grande passion avec Wilhelmine de Griesheim. Ayant ajouté un H pour germaniser encore le nom, il souhaitait qu'on prononçât : « Standhal ».
Il use aussi de très nombreux pseudonymes dans ses œuvres intimes et sa correspondance : Dominique, le plus intime, mais aussi Don Flegme, Giorgio Vasari, William Crocodile, Poverino, etc. L’un de ses correspondants, Prosper Mérimée, dira : « Jamais il n’écrivait une lettre sans signer d’un nom supposé ». On dénombre plus d’une centaine de pseudonymes utilisés par Stendhal. « Tels de ces pseudonymes sont pour la parade, drôle, glorieuse ou tendre. Et d'autres sont des pseudonymes de fuite, pour se rendre invisible et se soustraire aux gêneurs. »
Manière de se cacher, de se méfier du langage en tant que convention sociale ou désir d’être un autre : « Je porterais un masque avec plaisir ; je changerais de nom avec délices. (…) mon souverain plaisir serait de me changer en un long Allemand blond, et de me promener ainsi dans Paris. » Selon Jean Starobinski qui consacre un chapitre aux pseudonymes de Stendhal dans l’Œil vivant, « le désir de paraître et le désir de disparaître font partie en lui d’un même complexe. » Il précise : « (le pseudonyme) n'est pas seulement une rupture avec les origines familiales ou sociales : c'est une rupture avec les autres. », et, plus loin : « (il) permet à Stendhal la pluralité des « moi », qui lui permet de se révolter contre une identité imposée du dehors. Et puisque le nom est situé symboliquement au confluent de l'existence pour soi et de l'existence pour autrui, le pseudonyme le rend à l'intime exclusivement, elle lui offre la possibilité de voir sans être vu, fantasme de Stendhal. »
Il prend l’habitude aussi de changer les noms des personnes dont il parle dans ses lettres et journaux, afin, qu’en cas de publication, ils ne soient pas reconnus, ou par simple goût du cryptage et du jeu. Avancer masqué lui permet d’être vrai. Car « pour lui, la liberté d'agir n'est concevable que dans l'insubordination : c'est pourquoi il recourt au pseudonyme qui lui rend les mains libres. »

## Œuvres

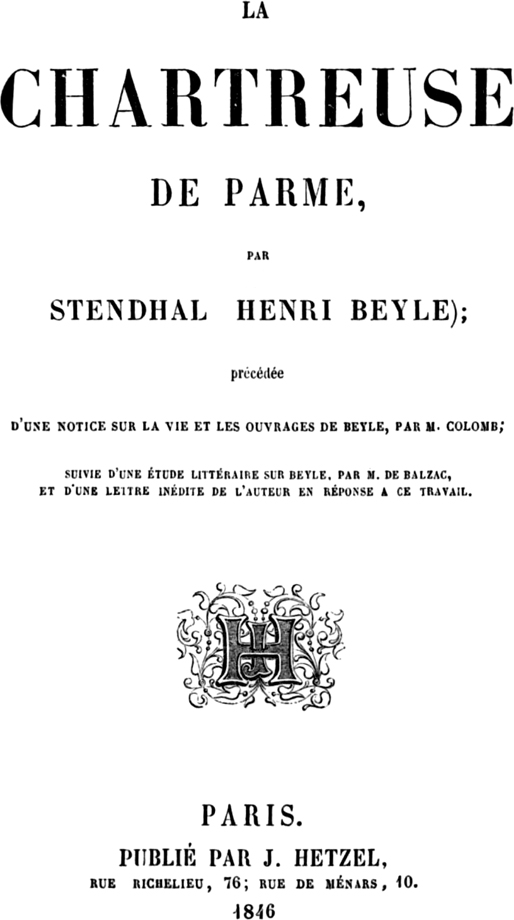
La Chartreuse de Parme, page de titre.

### Ouvrages parus de son vivant
- Lettres écrites de Vienne en Autriche, sur le célèbre compositeur Joseph Haydn, suivies d'une vie de Mozart, et des considérations sur Métastase et l'état présent de la musique en France et en Italie, Paris, 1814 ; réédité en 1817 sous le titre Vies de Haydn, de Mozart et de Métastase [lire en ligne]. Plagiat commis par Stendhal : « en grande partie traduction non avouée de Le Haydine, de Giuseppe Carpani, publié à Milan en 1812, et de Mozarts Leben, de Friedrich Schlichtegroll, publié à Graz en 1794 »[116].
- Histoire de la peinture en Italie, Paris, 1817 (édition de 1929 : tome 1 lire en ligne sur Gallica, tome 2 lire en ligne sur Gallica)
- Rome, Naples et Florence, disponible, Paris, 1817 ; troisième édition définitive en deux volumes, Paris, 1826
- De l'amour, Paris, 1822 (édition de 1927, tome 1 lire en ligne sur Gallica et tome 2 lire en ligne sur Gallica)
- Racine et Shakespeare, Paris, 1823, édition de 1927 lire en ligne sur Gallica
- Vie de Rossini, disponible Paris, 1823
- Racine et Shakespeare, II, Paris, 1825
- D'un nouveau complot contre les industriels, Paris, 1825 lire en ligne sur Gallica
- Souvenirs d'un gentilhomme italien, publié dans la Revue britannique de février 1826[117].
- Armance. Quelques scènes d'un salon de Paris en 1827, Paris, 1827 (édition de 1927 lire en ligne sur Gallica
- Vanina Vanini, publié dans la Revue de Paris de décembre 1829.
- Promenades dans Rome, Paris, 1829
- Le Coffre et le Revenant, publié dans la Revue de Paris de mai 1830.
- Le Philtre, publié dans la Revue de Paris de juin 1830.
- Le Rouge et le Noir, Paris, 1830
- Mémoires d'un touriste, Paris, 1838 lire en ligne sur Gallica
- La Chartreuse de Parme, Paris, 1839 : édition de 1846 lire en ligne sur Gallica ; édition de 1927, tome 1 lire en ligne sur Gallica, tome 2 lire en ligne sur Gallica.
- Chroniques italiennes :Vittoria Accoramboni, Les Cenci, La Duchesse de Palliano, L'Abbesse de Castro, Trop de faveur tue, Suora Scolastica, San Francesco a Ripa, Vanina Vanini, Paris, 1837 - 1839
- Idées italiennes sur quelques tableaux célèbres, Paris, 1840

### Publications posthumes
- Correspondance (édition de 1927, tome 1 (1800-1805) lire en ligne sur Gallica, tome 2 lire en ligne sur Gallica, tome 3 lire en ligne sur Gallica, tome 4 lire en ligne sur Gallica, tome 5 lire en ligne sur Gallica, tome 6 lire en ligne sur Gallica, tome 7 lire en ligne sur Gallica, tome 8 lire en ligne sur Gallica, tome 9 lire en ligne sur Gallica, tome 10 lire en ligne sur Gallica)
- Journal (1801-1817), tome 1 (1801-1805) lire en ligne sur Gallica, tome 2 (1805-1806) lire en ligne sur Gallica, tome 3 (1806-1810) lire en ligne sur Gallica, tome 4 (1810-1811) lire en ligne sur Gallica, tome 5 (1811-1823) lire en ligne sur Gallica
- San Francesco a Ripa (1831), publié dans la Revue des Deux Mondes du 1er juillet 1853.
- Mina de Vanghel (1830), publié par Romain Colomb dans la Revue des Deux Mondes du 1er août 1853.
- Le Juif (1831), publié par Romain Colomb chez Michel Lévy frères dans le recueil des Nouvelles inédites, Paris, 1855.
- Paul Sergar (1832 ?), publié pour la première fois en 1855 chez Michel Lévy frères dans la Correspondance inédite de Stendhal, par Romain Colomb.
- Filosofia nova (1931)
- Théâtre (1931) : Selmours, Les Quiproquos, Le Ménage à la Mode, Zélinde et Lindor (tome 1 lire en ligne sur Gallica), Ulysse, Hamlet, Les Deux Hommes (tome 2 lire en ligne sur Gallica), Letellier, Brutus, Les Médecins, La Maison à Deux Portes, Il Forestiere in Italia, Philippe II, La Comtesse de Savoie, La Gloire et la Bosse, Torquato Tasso. (tome 3 lire en ligne sur Gallica)
- Molière, Shakespeare, la Comédie et le Rire (1930) lire en ligne sur Gallica
- Écoles italiennes de peinture (1932) : tome 1 lire en ligne sur Gallica, tome 2 lire en ligne sur Gallica, tome 3 lire en ligne sur Gallica
- Pages d'Italie (1932) lire en ligne sur Gallica
- Les Tombeaux de Corneto (1853)
- Mélanges de politique et d'histoire (1933), tome 1 lire en ligne sur Gallica et tome 2 lire en ligne sur Gallica
- Courrier anglais (1935-1936)
- Mélanges d'art (1867 et 1932) lire en ligne sur Gallica
- Romans et nouvelles (1854 et 1928)
- Souvenirs d'égotisme (1892 et 1950) lire en ligne sur Gallica
- Lucien Leuwen, inachevé (1894 et 1926)
- Vie de Henry Brulard (1890 et 1949) : édition de 1927, tome 1 lire en ligne sur Gallica, tome 2 lire en ligne sur Gallica
- Voyage dans le Midi de la France (1930) lire en ligne sur Gallica
- Lamiel, inachevé (éditions de 1889 lire en ligne sur Gallica et de 1928 lire en ligne sur Gallica)
- Mélanges intimes et Marginalia (1936)
- Le Rose et le Vert (Roman inachevé qui a été publié sous la forme d'une nouvelle avec d'autres récits d'un recueil de nouvelles, après la mort de son auteur[118],[119])
- Stendhal. Histoire d'Espagne : depuis la révolution du 28 avril 1699 jusqu'au testament du 2 octobre 1700 : édition du manuscrit conservé à la Bibliothèque municipale de Grenoble. Édition établie, annotée et présentée par Cécile Meynard, avec la collaboration de Christiane François. Paris : Éditions Kimé, 2007, 150 p.
- Vie de Napoléon, éditions Payot, 1969 (édition annotée par Louis Royer et Albert Pingaud).
- Privilèges, Rivages Poche, « Petite Bibliothèque » no 570, 2007  (ISBN 9782743616731)[120] (1840)

### Œuvres inachevées
- Roman, 1819. Publié pour la première fois dans La Revue politique et littéraire du 29 avril 1905, par Paul Arbelet, sous le titre Le Roman de Métilde.
- Journal de Sir John Armitage, 1822. Publié pour la première fois en 1855 chez Michel Lévy frères dans la Correspondance inédite de Stendhal, par Romain Colomb.
- Le Lac de Genève, 1831. Publié pour la première fois dans le premier volume des Mélanges de littérature par Henri Martineau (Le Divan, 1933).
- Une position sociale, 1832. Publié pour la première fois par Henri Debraye en 1927 chez Simon Kra, Paris.

### Romans principaux de Stendhal
L'œuvre de Stendhal consiste aussi bien en des textes autobiographiques (Vie de Henry Brulard par exemple) que dans des romans qui comptent parmi les plus beaux dans la littérature française : Le Rouge et le Noir, Lucien Leuwen, La Chartreuse de Parme. Ce dernier roman fut salué à sa première publication par un éloge d'Honoré de Balzac, autre maître du roman réaliste dont Stendhal lui-même se déclara heureusement surpris.
« Cet article étonnant, (…) je l'ai lu, (…) en éclatant de rire. Toutes les fois que j'arrivais à une louange un peu forte (…) je voyais la mine que feraient mes amis en le lisant. »

#### Le Rouge et le Noir
Le Rouge et le Noir (1830) est le premier grand roman de Stendhal. Il est le premier roman à lier de façon si subtile la description de la réalité sociale de son temps et l’action romanesque, selon Erich Auerbach dans sa célèbre étude Mimesis. Julien Sorel, le héros principal du livre, est le pur produit de son époque en un certain sens, le héros d'une France révoltée et révolutionnaire. Littéralement ivre d’ambition à cause de la lecture du Mémorial de Sainte-Hélène de Las Cases et conscient que, depuis la Révolution, c’est le mérite et non plus la naissance seule qui compte, il rêve de devenir lui-même un nouveau Bonaparte, à une époque, la Restauration, qui ne permet pas à un fils de charpentier de gravir les échelons de la société.
Le projet de ce roman dut être soumis à Paul-Louis Courier, que Stendhal tenait pour le meilleur écrivain français contemporain. Un écho des difficultés rencontrées par le pamphlétaire en Touraine est, d'ailleurs, perceptible à travers le personnage Saint-Giraud, qui apparaît au chapitre premier de la seconde partie du roman. Quand Courier fut assassiné, Stendhal soupçonna des mobiles politiques à ce forfait jamais élucidé. On y trouve une description très précise dans ce roman et dans celui de Vie de Henry Brulard, de l'Hôtel de Castries, que l'auteur fréquenta.

#### La Chartreuse de Parme
C'est une œuvre majeure qui valut la célébrité à Stendhal. Dictée en 52 jours au numéro 8 de la rue de Caumartin à Paris, elle fut publiée en deux volumes en mars 1839. Balzac la considérait comme un chef-d'œuvre et écrivit en mars 1839 son admiration à l'auteur pour la « superbe et vraie description de bataille que je rêvais pour les Scènes de la vie militaire ». Dans un premier article de l'éphémère Revue parisienne, en 1840, il parle du « récent chef-d'œuvre » de M. Beyle, terminant par ces mots : « Je regarde l'auteur de La Chartreuse de Parme comme un des meilleurs écrivains de notre époque » et dans le troisième et dernier numéro se trouve le grand texte qui fait du roman de Stendhal le chef-d'œuvre senti comme classique dès sa parution, comme l'archétype du genre « roman ». Refondu en 1842 peu avant la mort de Stendhal, il prit de fait un tour plus « balzacien » : mais c'est le texte d’origine, plus purement stendhalien, qui s'est imposé de nos jours.
Cependant, l’œuvre sera, jusqu’au début du XXe siècle, relativement inconnue en dehors de quelques cercles d’esthètes, de critiques littéraires, ou de personnalités visionnaires (Nietzsche), ce que Stendhal semblait appeler de ses vœux, comme l'indique la dédicace de son roman : To the Happy Few.

#### Lucien Leuwen
Lucien Leuwen est le deuxième grand roman de Stendhal, écrit en 1834, après le Rouge et le Noir. Ce roman est demeuré inachevé par crainte de s’attirer les foudres du gouvernement de Juillet. Stendhal y dépeint avec une ironie féroce les diverses sociétés et les intrigues politiques du nouveau régime. Stendhal plonge son personnage, Lucien Leuwen, fils d’un riche banquier tout en étant de sensibilité républicaine, dans les différents milieux politiques de la monarchie de Juillet : légitimistes et républicains de province à Nancy, Juste Milieux à Paris, cabinets ministériels… Lorsqu'il est à Nancy, Lucien se demande : « Mon sort est-il donc de passer ma vie entre des légitimistes fous, égoïstes et polis, adorant le passé, et des républicains fous, généreux et ennuyeux, adorant l'avenir ? » C’est aussi une description du désœuvrement et de l’ennui de cette jeunesse à qui la fin de l’Empire a ôté les rêves de gloire.

## Analyse de l’œuvre

### Le style
Le style de Stendhal est particulièrement concis, elliptique, sobre, et éloigné des proses très descriptives de certains auteurs de son temps comme Balzac. C'est d'ailleurs Balzac qui fut l'un des plus grands admirateurs du style stendhalien, dans sa critique de La Chartreuse de Parme : même s'il juge d'un point de vue purement linguistique ce style « négligé, incorrect à la manière des écrivains du XVIIe siècle », il en vante la précision « qui peint ses personnages et par l’action et par le dialogue ; il ne fatigue pas de descriptions, il court au drame et arrive par un mot, par une réflexion ». Il ajoute que Stendhal « écrit à peu près dans le genre de Diderot, qui n’était pas écrivain ; mais la conception est grande et forte ; mais la pensée est originale, et souvent bien rendue. Ce système n’est pas à imiter. Il serait trop dangereux de laisser les auteurs se croire de profonds penseurs. M. Beyle se sauve par le sentiment profond qui anime la pensée ». Le grand auteur admire, enfin, le souffle qui anime la dernière œuvre de son contemporain : « M. Beyle a fait un livre où le sublime éclate de chapitre en chapitre. Il a produit, à l’âge où les hommes trouvent rarement des sujets grandioses et après avoir écrit une vingtaine de volumes extrêmement spirituels, une œuvre qui ne peut être appréciée que par les âmes et par les gens vraiment supérieurs ».
Françoise Sagan, quant à elle, déclare en 1960 que le charme de Stendhal doit beaucoup à « ce ton de galop qu'il a tout le temps ».

### L’œuvre autobiographique

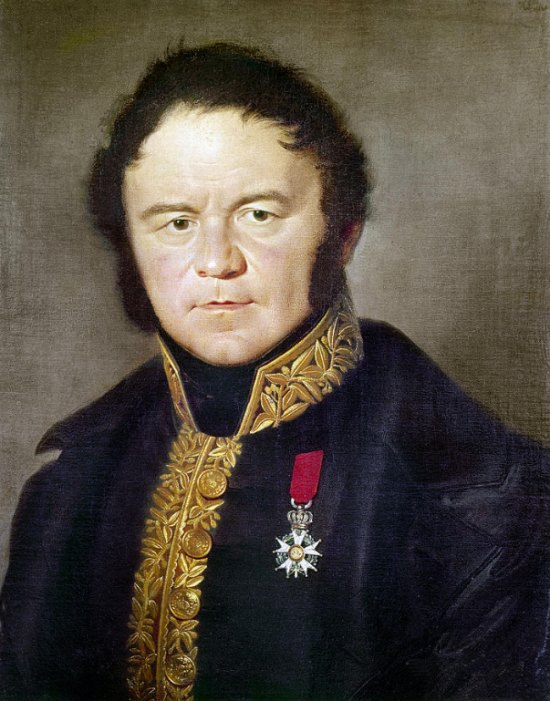
Stendhal en uniforme de consul, portrait peint par Silvestro Valeri, vers 1835-36, Grenoble, appartement du docteur Gagnon.

L’œuvre de Stendhal est profondément autobiographique. Même ses romans tant ils sont inspirés par sa propre vie, mais aussi parce qu’ils constituent une autobiographie idéale de Stendhal. Julien Sorel, Lucien Leuwen et Fabrice Del Dongo sont ce que Stendhal aurait rêvé d’être.
Les œuvres autobiographiques de Stendhal sont de trois natures. D’une part Stendhal a tenu pendant de très longues années un journal où il raconte au fur et à mesure les événements de sa vie. On pourrait parler d’une prise sur le vif de sa propre vie. D’autre part Stendhal a rédigé deux autres grandes œuvres autobiographiques : la Vie de Henry Brulard et Souvenirs d'égotisme. Elles poursuivent le même projet que le Journal, mais aussi que celui des Confessions de Rousseau : mieux se connaître soi-même. Cependant elles se distinguent du Journal car elles ont été écrites a posteriori. Enfin, l’autobiographie prend une forme bien particulière chez Stendhal : il aimait écrire sur la marge de ses livres (et même de ses romans, mais de manière cryptique) ou sur des vêtements (par exemple sur une ceinture comme dans la Vie de Henry Brulard).
L'œuvre autobiographique de Stendhal ne se distingue pas tant par son projet (Rousseau poursuivait le même) que par l’importance qu’elle prend. Elle s’exprime aussi bien par des romans que par des autobiographies. Même la critique d'art chez Stendhal se fait autobiographie.

### Le réalisme chez Stendhal
Avant d' « appliquer » une certaine esthétique réaliste, Stendhal l'a tout d'abord imaginé. Le réalisme de Stendhal, c’est aussi la volonté de faire du roman un « miroir » c’est-à-dire un simple reflet de la réalité sociale et politique d’une époque dans toute sa dureté.
Stendhal a d'ailleurs écrit que « le roman, c’est un miroir que l’on promène le long d’un chemin ».
Dans Racine et Shakespeare, il assigne pour devoir à l'art romantique de faire un art qui sera en adéquation avec les goûts et tendances des peuples. Le réalisme de Stendhal c’est d’abord la volonté de peindre des faits capables d’intéresser ses contemporains (monarchie de Juillet dans Lucien Leuwen, Restauration dans Le Rouge et le Noir, défaite et retour des Autrichiens dans La Chartreuse de Parme).
En revanche, Stendhal dépeint avec un grand souci de réalisme psychologique, les sentiments des personnages principaux. Il s’inspire même souvent des théories relatives à l’amour de son traité De l’amour et essaie de faire œuvre de psychologue rigoureux.
Prosper Mérimée le considérait comme un remarquable observateur du cœur humain. Et les sentiments amoureux sont dépeints avec beaucoup de soin : le narrateur expose longuement la naissance de la passion amoureuse et ses péripéties, que ce soit entre Mme de Rênal et Julien, Julien et Mathilde de La Mole, Lucien Leuwen et Mme de Chasteller ou Fabrice et Clélia.

#### Le réalisme dans la peinture des mœurs et de la société
Le Rouge et le Noir et Lucien Leuwen sont une peinture acerbe de la société sous la Restauration, comme l'indique le sous-titre du roman Le Rouge et le Noir : « Chronique de 1830 ». Lucien Leuwen est le vaste tableau de la monarchie de Juillet. La Chartreuse de Parme est une peinture des mœurs politiques dans les Monarchies italiennes du XIXe siècle. Ces romans sont donc politiques non par la présence de longues réflexions politiques (Stendhal qui s'est toujours refusé à l'« oratoire » rejette un tel procédé et le compare à « un coup de pistolet au milieu d'un concert » dans Le Rouge et le Noir), mais par la peinture des faits.
Le Rouge et le Noir et La Chartreuse de Parme sont aussi des critiques acerbes de la position subordonnée de la femme : voir l’interprétation féministe par Simone de Beauvoir des romans de Stendhal (in Le Deuxième Sexe).
La peinture des mœurs chez Stendhal ne se veut jamais impartiale, mais critique : elle n’est pas motivée par une volonté sociologique, mais par le souci de faire tomber les faux-semblants et de montrer « la vérité, l’âpre vérité » (exergue du premier livre de Le Rouge et le Noir) de la société de son temps.
Malgré son souci de réalisme, il n’y a pas de descriptions détaillées de la réalité matérielle. Le narrateur, qui se méfie de la description, décrit à peine les lieux. La description de Verrières au tout début du roman prend juste une page et sert d’introduction à une critique acerbe des habitants. On ne sait rien non plus de l’Hôtel de la Mole (Le Rouge et le Noir) ni de Milan ou bien du Château du Marquis Del Dongo (La Chartreuse de Parme).
Car la peinture des lieux est « fonctionnelle ». Le narrateur décrit le monde uniquement dans la mesure où c’est nécessaire à la compréhension de l’action. Si la prison de Fabrice est décrite avec soin, c'est qu'elle constitue un lieu essentiel pour l’action de La Chartreuse de Parme.
Appartenant plutôt à une tendance modérée du romantisme (par opposition au romantisme flamboyant représenté par Victor Hugo), le narrateur, qui a affirmé, dans Vie de Henry Brulard abhorrer la description matérielle, lui préférant des éléments descriptifs, décrit à peine les personnages : on ne sait quasiment rien des toilettes de Mme de Rênal, de Mathilde ni des tenues de Julien, Lucien Leuwen ou Fabrice, juste la couleur des cheveux et quelques détails sur leur aspect, mentionnés très brièvement. Ainsi, Mathilde de La Mole est « extrêmement blonde et fort bien faite », et Julien « pensa qu'il n'avait jamais vu des yeux aussi beaux ».
Mais la peinture de la réalité matérielle se fait aussi discrète à cause des particularités du roman stendhalien. Ainsi, le thème de l’argent est souvent lié à des personnages secondaires ou détestables (M. de Rênal, le Marquis Del Dongo) : l’attention du lecteur se tourne plutôt vers les protagonistes principaux qui sont bien loin de tels soucis (Fabrice, Mme de Rênal, Lucien Leuwen). Le roman stendhalien avance rapidement, alors que la description crée une pause dans la narration.
L’autre limite du « réalisme » de Stendhal tient au romanesque, qui traverse tous ses romans. Le héros stendhalien est une figure romanesque. Le personnage de Julien est intelligent, ambitieux jusqu’à la folie, et nourrit une haine profonde pour ses contemporains. Fabrice est un jeune homme exalté et passionné. Lucien Leuwen est idéaliste et bien fait de sa personne. Ces personnages ont souvent à peine 20 ans.
En outre, la politique dans La Chartreuse de Parme est nettement moins importante que dans Le Rouge et le Noir et Lucien Leuwen. C’est surtout l’histoire qui joue un rôle (Waterloo, arrivée des troupes françaises à Milan en 1796). Et encore elle est inséparable de l’action du roman. La Chartreuse de Parme a un caractère romanesque nettement plus prononcé que les deux autres grands romans (voir les personnages de la Duchesse Sanseverina ou de Clélia). Le réalisme stendhalien se limite donc aux personnages secondaires (les personnages prévisibles) et non à ses personnages principaux, les personnages vrais, qui échappent à la description, ce qui ne sera pas le cas chez Zola.

#### Réalisme subjectif chez Stendhal
Mais le réalisme chez Stendhal se fait aussi réalisme subjectif sans que cela paraisse contradictoire. Par réalisme subjectif on entend un des procédés fondamentaux de la conduite du récit chez Stendhal. Georges Blin, dans Stendhal et les problèmes du Roman, est un de ceux qui mirent en avant ce procédé. Stendhal pense que chacun est enfermé dans sa subjectivité et ne peut percevoir le monde que dans les limites de son regard.
La grande originalité de Stendhal est l’usage important de la « focalisation interne » (pour reprendre la terminologie de Gérard Genette) pour raconter les événements. Les événements sont vus en grande partie par les protagonistes voire par un seul d'entre eux. Stendhal refuse donc le point de vue du narrateur omniscient, mais pratique la « restriction de champ ». Dans Le Rouge et le Noir et dans Lucien Leuwen les événements sont vus dans le rayon de Julien Sorel et Lucien. Dans La Chartreuse de Parme le narrateur a reconnu le droit de regard des autres personnages (Clélia, Mosca, Sanseverina), mais Fabrice Del Dongo garde le foyer principal (la scène de la bataille de Waterloo est vue exclusivement par ses yeux). On peut donc parler d’une restriction de champ chez Stendhal (Blin). Stendhal a en effet coupé ses récits de « monologues intérieurs » et a ramené le roman à la biographie du héros. Les trois grands romans commencent par la jeunesse du héros ou même avant (cf. La Chartreuse de Parme) et finissent avec sa mort (cf. Le Rouge et le Noir et La Chartreuse de Parme).
Première conséquence de la restriction du champ : les descriptions sont brèves chez Stendhal. Elles sont l’œuvre d’un narrateur extérieur qui voit l’aspect des personnages du dehors ou bien d’un narrateur qui observe la nature. Un tel narrateur est incompatible avec la « restriction du champ » et il joue donc un rôle secondaire chez Stendhal.
Le choix de la restriction du champ explique aussi que certains personnages apparaissent ou disparaissent aussi rapidement au fil de l’action (comme le Comte de La Mole dans Le Rouge et le Noir et Rassi dans La Chartreuse de Parme) car tout est vu par les yeux d’un personnage central.
Troisième conséquence du recours à la restriction de champ : les événements se dévoilent graduellement. Les héros de Stendhal sont souvent un peu étonnés de ce qu’ils voient et n’en comprennent le sens que progressivement. Ce n’est que peu à peu que Julien comprend pourquoi Mlle de La Mole apparaît un jour en vêtement de deuil alors que personne ne vient de mourir autour d’elle. Il découvrira ultérieurement qu’elle porte le deuil d’un ancêtre mort au XVIe siècle.

#### Réalisme et postérité
Passionné par la politique, par les faits divers, qu'il recense dans les articles qu’il envoie aux journaux anglais, désireux de dénoncer les absurdités de son temps, Stendhal se trouve confronté au désir de créer un chef-d’œuvre intemporel, être lu en 1880 ou en 1935.

« S'il veut être un « miroir », le roman doit « parler politique », mais « la politique au milieu des intérêts d'imagination » détonne, est une « pierre » tombale qui « submerge » la littérature « en moins de six mois ». Réalisme ou immortalité, il faut choisir, mais Stendhal, lui, veut le réalisme et l'immortalité. Comment Stendhal a-t-il procédé pour satisfaire son inextinguible « désir de gloire » posthume sans cependant sacrifier « l'âpre vérité » du moment présent ?
Très concrètement, la réponse à cette question se trouve dans les œuvres laissées en chantier, et plus particulièrement dans les manuscrits de Lucien Leuwen, lesquels révèlent les coulisses des « chroniques » réalistes, donnent à voir au jour le jour le travail de « l'animal » (le romancier). À lire les marginales du roman de la monarchie de Juillet, nous comprenons quels écueils guettaient le romancier et combien ce dernier devait brider sa nature profonde, résister à sa pente naturelle, celle d'un polémiste qui a la riposte facile, qui, spontanément, verse dans le pamphlet.
De fait […] on s'aperçoit que le plaisir premier de Stendhal est assurément de « stendhaliser », de ferrailler ferme, de croiser la plume avec tout ce qui se mêle de penser ou d'écrire. Le pamphlet, la satire, Stendhal « aime beaucoup », mais il n'ignore pas que toute polémique, dont les enjeux sont toujours fortement datés et localisés, frappe de mort tout ouvrage littéraire qui en est « imbibé ». Raison pour laquelle le romancier s'autocensure, rature beaucoup (et souvent pour « adoucir » le premier jet, spontanément agressif, voire « offensant »), essaie de se tenir au-dessus de la mêlée politique […] s'efforce de prendre du champ avec l'époque et les milieux qu'il décrit, retravaille les données brutes des journaux, « ôte la ressemblance » pour éviter les « applications », « dépayse les anecdotes », brouille les repères et les modèles, évite « le détail qui vieillit dans quatre ans au plus », afin de ne pas tomber dans le roman à clés, les « allusions », les caricatures, les passions et les partis pris, toutes tares éminemment préjudiciables à la qualité et à la survie d'une œuvre littéraire. »

### La conception stendhalienne de l'art

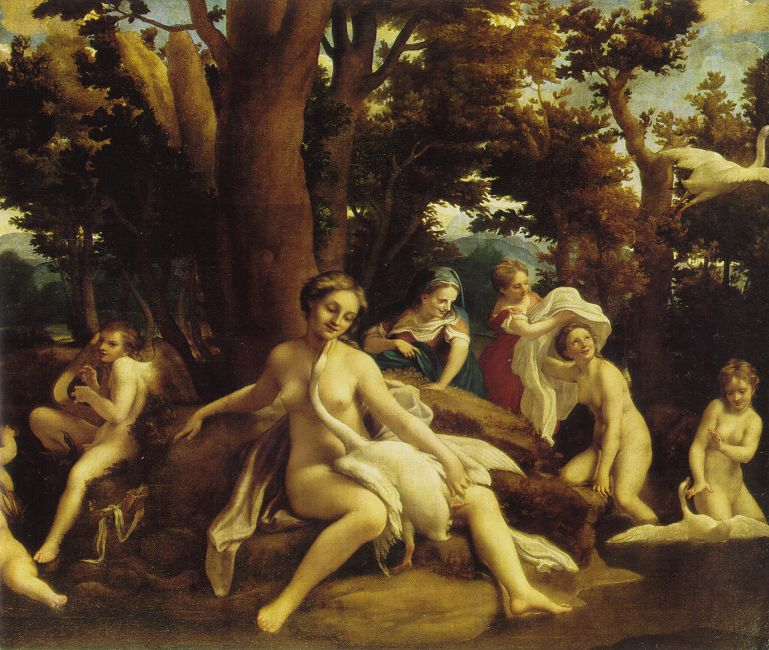
Le Corrège, Leda et le cygne, 1532. Stendhal aimait particulièrement cette œuvre du Corrège, dont il possédait une gravure.

Stendhal ne fut pas seulement un romancier et un autobiographe, mais également un critique d’art dont la réflexion esthétique influença le travail romanesque, ainsi que l'appréciation des arts plastiques et de la musique. On peut citer Histoire de la Peinture en Italie, Rome, Naples et Florence, Promenades dans Rome, Mémoires d'un touriste.
Féru d'art lyrique, amoureux de l'Italie, comme en témoignent ses écrits, c'est lui qui fit connaître Rossini à Paris et en France. Des travaux de la deuxième moitié du XXe siècle ont fait apparaître sa compétence en matière picturale et musicale, sa familiarité avec ses peintres, sa vaste expérience du monde de la musique de son temps aussi bien instrumentale que lyrique, allemande ou italienne. Mais il était surtout un véritable spécialiste de l'opéra italien et de la peinture italienne. Bien qu'il se présentât comme un dilettante, on lui doit des analyses très fines de Rossini et Mozart. Il a saisi la mélancolie de Léonard de Vinci, le clair-obscur du Corrège, ou la violence michelangelesque.
Sa critique cohérente repose sur l'Expression, qui destitue les formes arrêtées et le Beau antique, la Modernité qui implique l'invention artistique pour un public en constante évolution, et la subordination du Beau à l'opinion seule, l'Utile qui donne du plaisir réel à une société, à des individus, et le dilettantisme qui repose sur la pure émotion du critique. Stendhal fonde ainsi une critique historique (l'art étant l'expression d'une époque), et revendique le droit à la subjectivité ; il admet la convergence des arts et leur importance selon qu'ils procurent ou non du plaisir physique, qu'ils ouvrent l'esprit à la liberté de l'imaginaire et qu'ils suscitent la passion (principe de base). Stendhal est un critique d'art qui marque une étape importante dans l'intelligence de tous les arts.
« L'Histoire de la peinture en Italie paraît en 1817 ; de l'aveu même de l'auteur, l'ouvrage est un pamphlet et, de ce fait, un défi à la tradition académique, un manifeste qui remet en cause l'idée classique selon laquelle l'art serait transcendant, intemporel, et universel. Stendhal entend bien ramener le ciel sur la terre : les tableaux de Giotto, les Madones de Raphael, le Jugement dernier de Michel Ange sont immergés dans le temps, et ne sont pleinement intelligibles qu'à la lumière de mises au point replaçant les œuvres dans leur contexte. […] Et ce que Stendhal dit de Michel Ange, il le dit de tous les autres peintres, ce qui fait de la peinture en Italie une histoire sinon matérialiste, du moins sociologique, et réaliste. »

### Stendhal et la politique
Malgré son annonce répétée que parler politique dans un roman est comme « un coup de feu dans un théâtre », tous ses romans sont pétris de politique, que ce soit dans Lamiel, où il prévoyait pour son personnage du Docteur Sansfin un destin de député, ou dans La Chartreuse de Parme, critique transparente des despotismes italiens, et surtout dans Lucien Leuwen attaque en règle des turpitudes de la monarchie de Juillet tout autant que du ridicule des légitimistes, roman volontairement laissé inachevé pour ne pas déplaire au gouvernement de Louis-Philippe.

Les idées de Stendhal concernant la politique de son temps sont pleines de contradictions, au point qu'il a pu être qualifié de « Jacobin aristocratique ». Il résume ses convictions politiques dans Vie de Henry Brulard : 

« J'abhorre la canaille …, en même temps que, sous le nom de peuple je désire passionnément son bonheur, et que je crois qu'on ne peut le procurer qu'en lui faisant des questions sur un objet important. C'est-à-dire en l'appelant à se nommer des députés [le suffrage universel]. […] J'ai horreur de ce qui est sale, or le peuple est toujours sale à mes yeux. »

S'il avoue donc être de gauche, c'est-à-dire libéral, il trouve les libéraux « outrageusement niais » ; républicain de conviction, il méprise la canaille ; admirateur des qualités d'administrateur de Napoléon, il est écœuré par son côté tyrannique ; s'il trouve les légitimistes ridicules, il ne peut s'empêcher de regretter l'esprit d'Ancien Régime. Fidèle à son « beylisme », Stendhal se méfie de tout et de tout le monde. Il se place résolument du côté de la subversion, de la modernité, contre les conservatismes et les hypocrisies du pouvoir.

### Romantisme

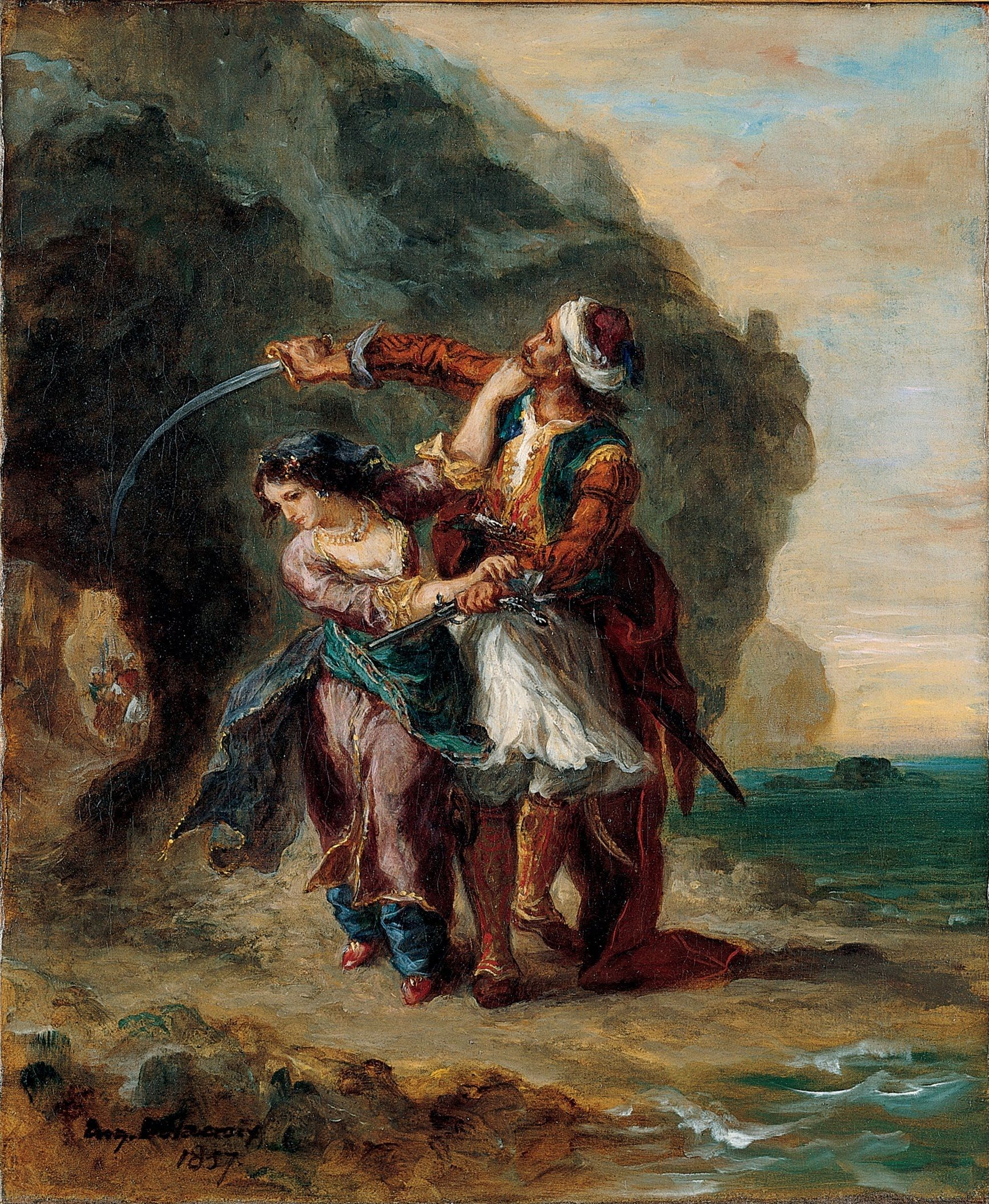
La fiancée d’Abydos, par Eugène Delacroix, inspiré lui aussi par les œuvres de Lord Byron.

Stendhal a découvert le romantisme avec Frédéric Schlegel, mais « ces plats Allemands toujours bêtes et emphatiques se sont emparés du système romantique, lui ont donné un nom et l’ont gâté. » Il ne supporte pas non plus l’emphatisme niais de Chateaubriand et de Madame de Staël. C’est l’Edinburgh Review et Lord Byron qu'il découvre en septembre 1816, qui lui révèle un Romantisme qui rejoint ses idées, au moment où il termine son Histoire de la peinture en Italie : « Byron, Byron est le nom qu'il faut faire sonner ferme. L’Ed. H. le place immédiatement après Shakespeare pour la peinture des passions énergiques. Ses ouvrages sont des histoires d’amour tragiques. » Pour lui, le Romantisme est à la fois subversion et modernité, une rupture avec les anciens, une nouvelle manière d’exprimer les passions et une connaissance des émotions : « La connaissance de l’homme, […] si l’on se met à la traiter comme une science exacte, fera de tels progrès qu’on verra, aussi net qu’à travers un cristal, comment la sculpture, la musique et la peinture touchent le cœur. Alors ce que fait Lord Byron on le fera pour tous les arts. »
Cependant « son style sec, précis, la revendication d'écrire aussi nuement que le Code civil, écartent de Stendhal tout soupçon de romantisme, si, par romantisme on entend : voiles gonflées, vents en rafales, orageux aquilons, souffles brûlants de la nuit, lunes épandues sur les lacs, cœurs en pâmoison, enflures, boursouflures et tonnerre des grandes orgues.
Pourtant, Sainte-Beuve le qualifiait de « hussard du romantisme », et Racine et Shakespeare, paru en 1825, où il prenait parti avec véhémence pour Shakespeare contre Racine, pour les sorcières échevelées de Macbeth contre les perruques de Bérénice, fut considéré comme un manifeste de la nouvelle école romantique, et même comme le premier manifeste, avant la préface de Cromwell de Victor Hugo (1827). [En réalité] Stendhal ne livrait pas bataille pour le romantisme en soi, il émettait l'idée neuve que le goût est mobile, qu'à chaque siècle correspond une nouvelle sensibilité qui réclame des œuvres d'un ton nouveau. »

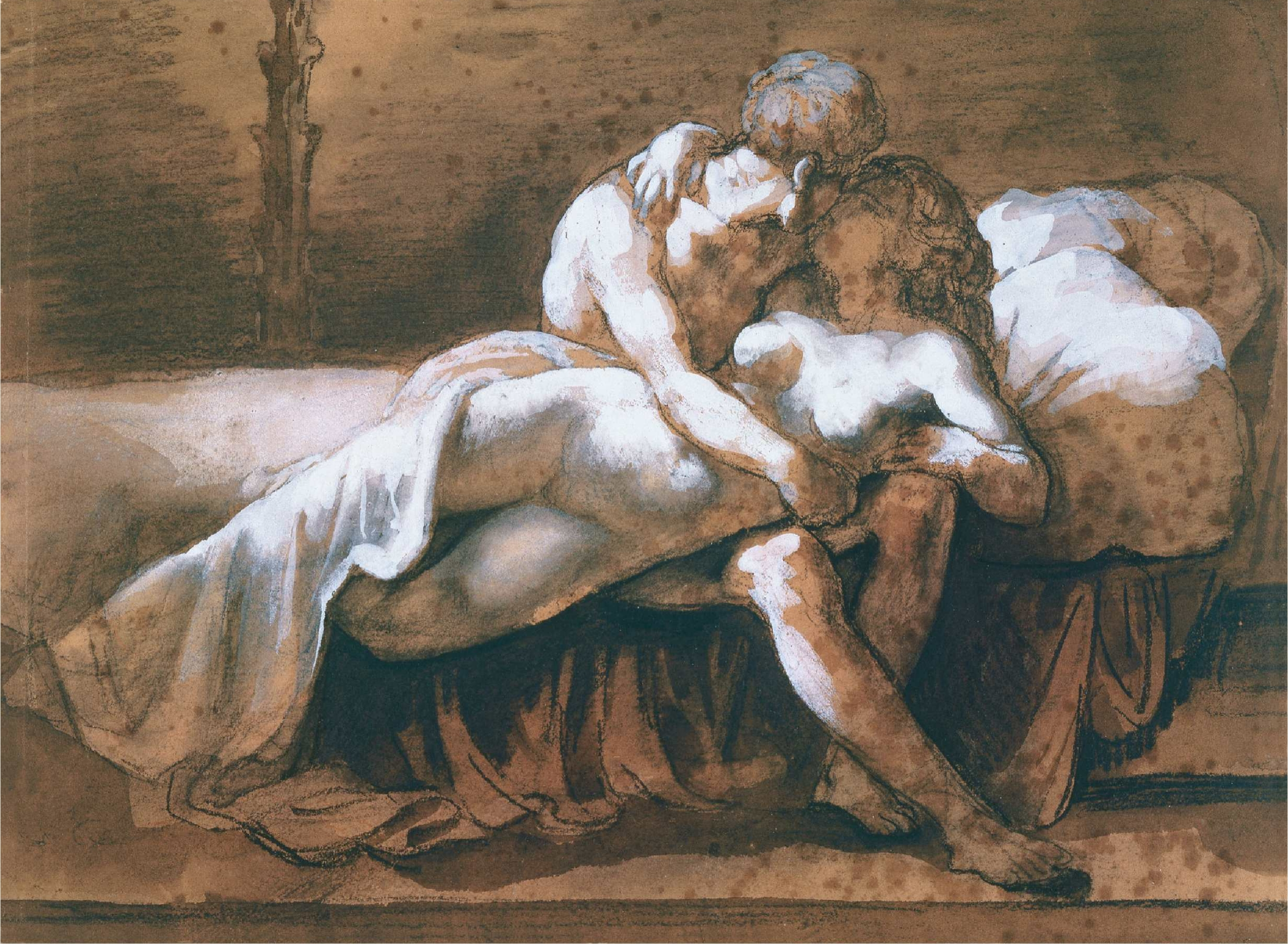
Théodore Géricault, Le Baiser, circa 1816-1817.

Jean Goldzink propose de faire un parallèle entre Stendhal et Théodore Géricault, son contemporain : « Le Romantisme très particulier de Stendhal (un art de la modernité énergique, de la prose et de l'héroïsme dans les sentiments), qui allie culte de Napoléon et le culte de l'amour, l'ironie et la rêverie, trouve un équivalent pictural plus exact chez Gericault que dans l'univers onirique de Caspar David Friedrich. »

### Beylisme
Stendhal se définit lui-même par le terme « beylisme », le 17 mars 1811, écrivant dans son journal à propos d'un ami qui deviendra maire de Grenoble : « Crozet est toujours amoureux d’A., conduisant sa barque comme un niais, et il en est triste et attristant. C’est ce que je lui dis sans cesse à lui-même pour le rendre un peu beyliste. Mais il regimbe. La volupté n’aura jamais en lui un adorateur véritable, et il me semble presque irrévocablement dévoué à la tristesse et à la considération qu’elle procure chez ce peuple de singes. »
Il reprend le même terme plus loin, à propos du poète Vittorio Alfieri et de la vie qu’il aurait dû avoir en tant que « comic bard » [poète comique] : « regarder la vie comme un bal masqué où le prince ne s’offense pas d’être croisé par le perruquier en domino. » Si Alfieri avait été beyliste, il en aurait été plus heureux.
Dans Stendhal et le Beylisme, Léon Blum explore les principes et les contradictions de cette « méthode pratique du bonheur » :

« Quand on a pris clairement conscience des exigences essentielles de sa nature, quand on a concentré vers ce but toute sa volonté agissante, quand on a rejeté résolument les faux principes de la morale courante ou de la religion, les fausses promesses de la société, le bonheur peut s'obtenir logiquement, par stades nécessaires, comme une démonstration mathématique. Dans cette démarche, on se heurtera à l'éternel ennemi : le monde, mais on sait le moyen de la combattre, c’est-à-dire de le tromper. Dès qu'une tactique appropriée nous a débarrassé de son emprise, le bonheur ne tient plus qu'à notre lucidité et à notre courage : il faut voir clair, et il faut oser. […] Une mécanique du bonheur et non du plaisir, dans cette formule tient la nouveauté profonde. Stendhal part de Condillac et d'Helvetius, des philosophies qui expliquent toute connaissance par les sens et réduisent toute réalité à la matière ; mais il les couronne par une conception du bonheur où nul élément sensuel et matériel n'entre plus. Le bonheur, tel que Stendhal l'entend, dépasse de beaucoup la secousse heureuse des sens ; il intéresse les énergies profondes de l'âme ; il implique un élan, un risque, un don où la personne entière s'engage. […] Il est un épanouissement, un moment d'oubli total et de conscience parfaite, une extase spirituelle où toute la médiocrité du réel s'abolit. Les états intenses de l'amour, la jouissance que procure l'œuvre d'art peuvent en fournir une idée. »

Ou, comme le résumait plus récemment Charles Dantzig : « Si les écrivains du XIXe siècle broient du noir, Stendhal broie du rose. […] Le bonheur chez Stendhal n’est pas une idéologie, il est la vie même, ou plutôt ce que la vie devrait être. Le bonheur chez Stendhal est l’état idéal du petit nombre de papillons toujours attaqués par les bœufs pour leur délicatesse. »
Dans une lettre à Sainte-Beuve, datée de 1844, Baudelaire écrit : "Monsieur Stendhal a dit quelque part ceci ou à peu prés : J'écris pour une dizaine d'âmes que je ne verrai peut être jamais, mais que j'adore sans les avoir vues." Nietzsche, Fragments posthumes, Oeuvres philosophiques complètes, Gallimard 1976 p. 278

## Postérité et hommages divers

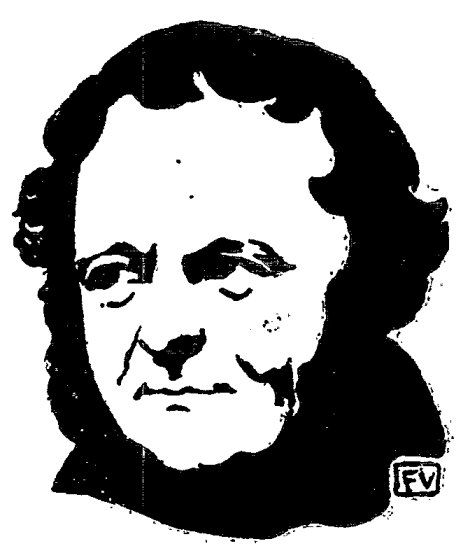
Stendhal par Félix Vallotton.

- « l'expression la plus réussie de la curiosité et de l'inventivité dont les français ont fait preuve dans ce domaine des subtils frissons, j'en vois l'incarnation dans Henri Beyle, cet extraordinaire précurseur qui parcourut à une allure napoléonienne, en veneur et en découvreur, l'Europe de son temps et plusieurs siècles de l'âme européenne : il a fallu deux générations pour le rattraper tant bien que mal, pour deviner après lui quelques-unes des énigmes qui le tourmentèrent et le ravirent, cet étonnant épicurien, ce point d'interrogation fait homme, le dernier grand psychologue de la France… » Nietzsche Par-delà bien et mal. Œuvres philosophiques complètes, Gallimard, 1971, p. 175.
- Le sculpteur Pierre Lenoir (1879-1953) a réalisé un buste de Stendhal.
- En 1920, le musée de Grenoble et la bibliothèque municipale de Grenoble organisent une exposition sur Stendhal où manuscrits, portraits et documents de l'écrivain sont exposés entre juillet et septembre[154].
- En 1934, un premier musée Stendhal ouvre rue Hauquelin à Grenoble[155].
- À Grenoble, l'appartement du docteur Gagnon a été transformé en 1978 en musée et se visite en tant que tel.
- L'Université Grenoble-III (Lettres, Arts, Langues, Sciences du Langage et Communication) porte son nom jusqu'en 2016, ainsi qu'un lycée de Grenoble et le lycée français de Milan.
- Une rue du 20e arrondissement de Paris porte le nom de rue Stendhal, près du cimetière du Père-Lachaise.
- Une pièce commémorative de dix francs français, le dix francs Stendhal, a été émise en 1983 à l'occasion du bicentenaire de la naissance de l'écrivain.
- En 2016, Pierre Bergé fait don du livre Maximes et pensées, Caractères et anecdotes de Sébastien-Roch Nicolas de Chamfort à la Bibliothèque municipale de Grenoble. Ce livre estimé à 300 000 euros, porte une note manuscrite par Stendhal « De Beyle 1806 »[156].
- (42485) Stendhal, astéroïde nommé en son hommage.
- Dans le roman historique La Bataille, de Patrick Rambaud, Stendhal est le héros d'une intrigue secondaire se déroulant dans le contexte de la campagne d'Autriche de 1809.

### Adaptation de ses œuvres au cinéma et à la télévision
- 1922 : Vanina, film muet allemand d'Arthur von Gerlach, adapté de Vanina Vanini
- 1928 : Le Rouge et le Noir (Der geheime Kurier), film muet allemand de Gennaro Righelli
- 1940 : Plus fort que l'amour (Oltre l'amore), film italien de Carmine Gallone, adapté de Vanina Vanini
- 1947 : Le Rouge et le Noir (Il corriere del re), film italien de Gennaro Righelli
- 1948 : La Chartreuse de Parme (La Certosa di Parma), film franco-italien de Christian-Jaque
- 1953 : Les Crimes de l'amour d'Alexandre Astruc, Maurice Clavel et Maurice Barry
- 1953 : Les Amants de Tolède (Gli amanti di Toledo), film franco-italien d'Henri Decoin et Fernando Palacios
- 1954 : Le Rouge et le Noir (L'uomo e il diavolo), film franco-italien de Claude Autant-Lara
- 1961 : Vanina Vanini, film franco-italien de Roberto Rossellini
- 1961 : Le Rouge et le Noir, téléfilm français de Pierre Cardinal
- 1962 : Le crime ne paie pas, film français de Gérard Oury, adapté d'une BD homonyme inspirée des Chroniques italiennes
- 1964 : De l'amour (La calda pelle), film franco-italien de Jean Aurel
- 1964 : Prima della rivoluzione, film italien de Bernardo Bertolucci, inspiré de La Chartreuse de Parme
- 1967 : Lamiel, film français de Jean Aurel
- 1969 : Liens d'amour et de sang (Beatrice Cenci), film italien de Lucio Fulci, inspiré des Chroniques italiennes
- 1973 : Lucien Leuwen, feuilleton français de Claude Autant-Lara
- 1974 : L'Abbesse de Castro (La badessa di Castro), film italien d'Armando Crispino
- 1977 : Intérieur d'un couvent (Interno di un convento), film italien de Walerian Borowczyk
- 1993 : Scarlet and Black, feuilleton britannique de Ben Bolt
- 1997 : Le Rouge et le Noir, téléfilm français de Jean-Daniel Verhaeghe
- 1998 : L'Heure des nuages (A los que aman), film espagnol d'Isabel Coixet, adapté de De l'amour
- 2012 : La Chartreuse de Parme (La Certosa di Parma), téléfilm italien de Cinzia TH Torrini

### Fonds Stendhal
La collection Stendhal de la bibliothèque municipale de Grenoble compte environ 40 000 pages de manuscrits de l'écrivain, soit plus des trois quarts conservés dans le monde. Elle se complète par plus de 10 000 ouvrages imprimés concernant des éditions en français et en langues étrangères, des thèses, des bibliographies et des études stendhaliennes.
Viennent s'ajouter à cette collection, 700 pièces muséales constituées de peintures, médaillons, bustes, lithographies dont les principales sont utilisées par le musée Stendhal au concept innovant mettant en réseau l’appartement du docteur Gagnon comme lieu de mémoire, l’appartement natal de Stendhal comme lieu vivant dédié à la littérature contemporaine, les collections de la bibliothèque d'étude et du patrimoine, ainsi qu'un itinéraire historique dans le centre ancien de Grenoble.

### La route Stendhal
En 1992, une route touristique Stendhal est créée par l'office du tourisme de Grenoble reliant pour sa partie nord Grenoble à Brangues via Voiron, Les Abrets et Morestel, soit une portion de la Route nationale 75. Pour sa partie sud, la route Stendhal relie Grenoble à Vif et Vizille.

### Stendhal Club
En 1889, sous la plume de Casimir Stryjenski, un premier Stendhal-Club fit son apparitionet qui en serait le président de l'« association composée exclusivement de desservants de la chapelle beyliste ». L'existence de ce club fit couler beaucoup d'encre. Léon Treich et André Billy défendent son existence en listant les fondateurs et membres, à la date d'avril 1914. Emile Henriot, membre présumé, souligne de son côté que la mystification autour du Stendhal-Club repose sur le fait qu'il s'agit d'une institution qui, bien qu'en grande partie fictive, a captivé l'imagination de nombreux écrivains et amateurs de littérature.
La revue littéraire Stendhal Club fut fondée à Grenoble par Victor Del Litto et Ernest Abravanel en octobre 1958. La revue a cessé ses parutions avec le numéro 149 au mois d'octobre 1995. Les deux tables qui contiennent les index des articles, des sujets et des auteurs sont conservées à la Bibliothèque Municipale de Grenoble :
- Table générale 1958-1978 publiée le 15 octobre 1980 supplément au no 89.
- Deuxième Table Générale 1979-1993 publiée le 15 avril 1994 dans le Stendhal club.

En 2011, Charles Dantzig a recréé le Stendhal Club, qu'il préside. Le Stendhal Club est composé de douze membres. Le premier numéro de la Revue du Stendhal Club a paru en 2012, un deuxième en 2013. En 2017, le Stendhal Club a publié, dans la collection "Les Cahiers rouges", chez Grasset, une édition des romans inachevés de Stendhal <https://www.grasset.fr/livre/romans-inacheves-9782246812715/>.